# Barack Obama
« Obama » redirige ici. Pour les autres significations, voir Obama (homonymie).
Cet article concerne l'ancien président des États-Unis. Pour son père, voir Barack Obama, Sr..
Barack Obama /bəˈɹɑːk oʊˈbɑːmə/, né le 4 août 1961 à Honolulu (Hawaï), est un homme d'État américain. Il est le 44e président des États-Unis, en fonction du 20 janvier 2009 au 20 janvier 2017.
Fils d'un Kényan et d'une Américaine du Kansas d’ascendance anglaise et irlandaise, il est élevé durant plusieurs années en Indonésie. Diplômé de l'université Columbia de New York et de la faculté de droit de Harvard, il est, en 1990, le premier Afro-Américain à présider la prestigieuse Harvard Law Review. Après avoir été travailleur social dans les quartiers sud de Chicago durant les années 1980, puis avocat en droit civil à sa sortie de Harvard, il enseigne le droit constitutionnel à l'université de Chicago de 1992 à 2004.
Marié avec Michelle Robinson en 1992, Barack Obama entre en politique quatre ans plus tard : il est élu au Sénat de l'Illinois, où il effectue trois mandats, de 1997 à 2004. Il s'oppose à la guerre d'Irak lancée par George W. Bush et se fait connaître au niveau national par le discours qu'il prononce en juillet 2004 lors de la Convention nationale démocrate qui désigne John Kerry comme candidat à la présidence. Après avoir échoué à obtenir l'investiture du Parti démocrate pour la Chambre des représentants en 2000, il est élu au Sénat fédéral en novembre 2004. Il se présente ensuite aux primaires présidentielles démocrates face à Hillary Clinton ; devancé en nombre de voix, il l'emporte avec une légère avance en termes de délégués et devient ainsi le candidat du parti.
Il obtient 52,9 % des voix et 365 grands électeurs à l'élection présidentielle de 2008 contre le républicain John McCain, le devançant de 7,28 points, un des plus gros écarts de l'après-guerre. C'est le premier homme métis ayant des origines africaines à accéder à la présidence des États-Unis. Son parcours a suscité chez les électeurs comme dans les médias du monde entier un grand intérêt. Sa présidence intervient dans un contexte de guerre en Irak, de guerre d'Afghanistan, de crise au Moyen-Orient, d'importante récession de l'économie américaine et de crise financière et économique mondiale. Il est le récipiendaire du prix Nobel de la paix 2009.
Il promulgue un plan de relance économique, met en place le renouvellement d'autorisation des assurances-chômages et les créations d'emplois, celle sur la protection des patients et des soins abordables ainsi qu'une réforme de la régulation financière en 2010. Dans le domaine de la politique étrangère, il retire progressivement les troupes américaines d'Irak, augmente celles présentes en Afghanistan et signe un traité de contrôle des armements avec la Russie. Il commande également l'opération qui aboutit à la mort d'Oussama ben Laden. En 2011, lors de la guerre civile libyenne, il contribue au renversement de Mouammar Kadhafi. Candidat à sa réélection lors de l'élection présidentielle de 2012, il est opposé au républicain Mitt Romney, qu'il bat avec 332 voix du collège électoral et 51 % des suffrages au niveau national.
Durant son second mandat, Barack Obama tente de promouvoir un contrôle accru des armes à feu et, avec succès, la reconnaissance constitutionnelle du mariage entre personnes du même sexe. En politique extérieure, il ordonne une intervention militaire en Irak et en Syrie contre l'État islamique. Il poursuit le processus de retrait des forces américaines d'Afghanistan. En 2013, il décommande à la dernière minute une opération de représailles contre le régime de Bachar el-Assad, alors que ce dernier utilise des armes chimiques contre la population civile des zones rebelles de Syrie. Il ratifie l'accord de Paris sur le climat, parvient à un accord sur le nucléaire iranien et normalise les relations américaines avec Cuba.
Si ses derniers mois de présidence sont marqués par une popularité en hausse, avec une majorité d'opinions favorables au niveau national, le républicain Donald Trump lui succède après avoir remporté l'élection présidentielle de 2016 face à la candidate du Parti démocrate, Hillary Clinton, qui avait reçu le soutien de Barack Obama. À l'issue de l'élection présidentielle de 2020, Joe Biden, vice-président des États-Unis durant les deux mandats d'Obama, succède à Trump.

## Situation personnelle

### Naissance et origines
Barack Hussein Obama II /bəˈɹɑːk huːˈseɪn oʊˈbɑːmə/  naît le 4 août 1961 à 19 h 24 à la maternité de Kapiolani à Honolulu.

#### Famille paternelle
Son père, Barack Obama, Senior (né à Nyang’oma Kogelo en 1936 et mort le 24 novembre 1982 à Nairobi dans un accident de voiture), est un économiste et homme politique kényan, issu de l'ethnie luo. Ses parents se sont rencontrés en 1960 lors de classes de langue russe à l'université d'Hawaï à Mānoa,. Dans son autobiographie, troisième partie, notamment le récit de Granny sur les origines familiales et la vie d'Hussein et de Barack, Sr., Barack Obama fournit une assez longue généalogie en ligne paternelle (12 générations au-dessus de lui) et indique que la famille vivait de l'élevage nomade dans la région de l'Ouganda avant de venir se fixer au Kenya, à Alego puis à Kendu Bay.
L'arrière-grand-père de Barack Obama, Jr. s'appelait simplement Obama (il est donc l'ancêtre éponyme) et vivait à Kendu Bay à la fin du XIXe siècle et au début du XXe. Son grand-père, Hussein Onyango Obama (1895-1979), est présenté comme un personnage assez original ; il est le premier habitant de Kendu Bay à entrer en contact avec les Anglais à Kisumu, autour de 1910. Immédiatement, il adopte un mode de vie moderne (vêtements européens, apprentissage de la lecture et de l'écriture, souci exceptionnel d'hygiène). Désavoué par son père et ses frères, il se met au service du colonisateur. Pendant la Première Guerre mondiale, il est responsable de l'organisation de corvées au Kenya puis au Tanganyika. Après la guerre, il exerce la profession de domestique et cuisinier pour différents patrons britanniques ; en même temps, il effectue un retour aux origines en achetant des terres à Kendu Bay et en prenant une épouse, Helima (puis une seconde, Akumu, puis une troisième, Sarah). Pendant la Seconde Guerre mondiale, il est au service d'un officier britannique dans différents endroits (Birmanie, Thaïlande, Ceylan, Europe). Après son retour, il cesse de travailler comme domestique et devient agriculteur à plein temps ; c'est aussi le moment où il quitte Kendu Bay et s'installe à Alego.
Dans les années 1950, il est détenu durant six mois à la suite d'une dénonciation calomnieuse à propos de liens avec le mouvement nationaliste kényan (KANU). Reconnu innocent, il sort malgré tout affaibli physiquement et moralement de cette épreuve.
De ses trois épouses, il a eu huit enfants.
Barack Obama Senior est le deuxième enfant à être né en 1936 à Kendu Bay. Sa mère est Akumu. Barack Obama, Sr., qui est mort en 1982, a été éduqué dans la religion musulmane mais était néanmoins athée. Après le départ d'Akumu en 1945, il a été élevé par la troisième épouse de Hussein Onyango dans le village d'Alego ; quand il termine ses études primaires brillantes, quoique peu assidues, il est admis dans l'école des missionnaires de Maseno, mais en est renvoyé pour indiscipline, avant d'avoir mené à leur terme ses études secondaires. Il travaille plusieurs années comme employé de bureau à Mombasa et Nairobi et épouse sa première femme, Kezia. Il a la chance d'être repéré comme très doué par deux universitaires américaines qui lui font suivre un cours par correspondance et lui font passer l'examen de fin d'études secondaires à l'ambassade des États-Unis ; c'est encore avec leur appui qu'il sollicite une bourse auprès de plusieurs universités américaines et, en 1959, il reçoit une réponse favorable de l'université d'Hawaï. Il va y suivre un cursus d'économétrie, obtient les meilleures notes de sa promotion et y fonde l'association des étudiants étrangers.

#### Famille maternelle
Sa mère, Stanley Ann Dunham (née en 1942 et morte en 1995), est la fille de Stanley (né le 23 mars 1918 et mort le 8 février 1992) et de Madelyn Dunham (née le 26 octobre 1922 et morte le 3 novembre 2008). La famille Dunham est chrétienne, mais Ann, adulte, est agnostique. L'ascendance[Quand ?] de la famille blanche de Stanley Ann Dunham semble avoir compté le premier esclave noir du continent[évasif] : John Punch selon le site ancestry.com, mais il a aussi un lien familial avec Abraham Lincoln et des ancêtres originaires de Bischwiller en Alsace.
Ann Dunham est née à Wichita dans le Kansas, près d'une base militaire. Son père était appelé en 1942 pour servir comme GI dans l'armée américaine. Pendant la guerre, Madelyn Dunham travaille dans les usines aéronautiques de Wichita. Après avoir servi en Europe dans l'armée de George Patton, Stanley Dunham devient vendeur représentant en meubles. La famille Dunham déménage assez souvent, habitant successivement la Californie, le Kansas, le Texas, l'État de Washington (Seattle) avant de partir pour Hawaï en 1959. Stanley y connaît des déboires professionnels, mais Madelyn occupe un emploi de cadre de banque.
Stanley Ann suit des études d'anthropologie à l'université d'Hawaï quand elle rencontre Barack Sr.
Barack Obama a été élevé par ses grands-parents maternels à partir de 1971. Étant très attaché à Madelyn (« Toot », américanisation de Tutu, « grand-mère » en hawaïen), le candidat a même interrompu sa campagne pour s'occuper d'elle alors qu'elle était souffrante à Hawaï. Madelyn Dunham est décédée le 3 novembre 2008, la veille même de l'élection de son petit-fils à la présidence des États-Unis.

#### Famille recomposée
Les parents de Barack Obama se marient le 2 février 1961. En août 1963, son père est accepté à l'université Harvard mais il part seul pour le Massachusetts car la bourse qu'il a obtenue ne lui permet pas de subvenir aux besoins de son épouse et de son fils. Le divorce est prononcé en janvier 1964. Diplômé en économie en 1965, le père de Barack Obama repart au Kenya où il fonde une nouvelle famille. D'abord homme en vue proche du gouvernement de Jomo Kenyatta, il finit par s'opposer aux projets du président. Limogé et boycotté, il sombre dans la pauvreté et l'alcoolisme avant de se tuer dans un accident de voiture en 1982. Il séjourne à Hawaï entre décembre 1971 et janvier 1972 et ce sera la seule occasion pour son fils âgé de 10 ans de le voir.
Ann Dunham s'est remariée en 1965 avec un étudiant originaire d'Indonésie, Lolo Soetoro, qui regagne son pays dès 1966 ; Ann et Barack le rejoignent à Jakarta en 1967. Barack passe alors quatre ans en Indonésie. Il fréquente d'abord pendant deux ans l'école primaire catholique St-François d'Assise, puis une école publique où il est le seul étranger. Dans son dossier d'inscription, il aurait choisi, parmi les cinq religions proposées, celle de son beau-père, le javanisme, une branche locale de la religion musulmane. Pendant la campagne électorale pour l'investiture de 2008, l'éditorialiste néo-conservateur Daniel Pipes prétend qu'Obama avait été un musulman pratiquant durant son séjour en Indonésie (donc entre 6 et 10 ans). Obama affirme quant à lui que son foyer n'était pas religieux.
En 1971, sa mère l'envoie à Hawaï chez ses grands-parents maternels, afin qu'il puisse suivre des études secondaires américaines (depuis le début du séjour indonésien, elle lui faisait suivre un cours par correspondance et, dans les derniers mois, lui imposait de se lever très tôt pour travailler avec elle avant d'aller à l'école) ; il est inscrit à l'école Punahou (en), prestigieuse institution privée d'Hawaï pour laquelle il obtient une bourse. L'année suivante, Ann, séparée de Lolo Soetoro, le rejoint avec Maya et, commençant de nouvelles études, entreprend un mastère consacré à l'anthropologie de l'Indonésie. Selon Maya, l'éducation que sa mère a donnée, à cette époque, à ses deux enfants était « idéaliste et exigeante ». En 1975, Ann retourne en Indonésie pour effectuer les travaux de terrain obligatoires pour son diplôme, mais Barack refuse de la suivre. Elle devient responsable d'un programme d'aide aux femmes pauvres organisé par la fondation Ford puis contribue à développer le système de microcrédit indonésien. Elle achève son doctorat en 1992 avec une thèse intitulée The peasant blacksmithing in Indonesia. Le 7 novembre 1995, elle décède à Hawaii, à 52 ans, d'un cancer de l'ovaire. Barack Obama regrette amèrement de ne pas avoir été à ses côtés à l'heure de sa mort.
Barack Obama raconte son enfance et sa jeunesse (jusqu'en 1988) dans son autobiographie Les Rêves de mon père.

### Spiritualité

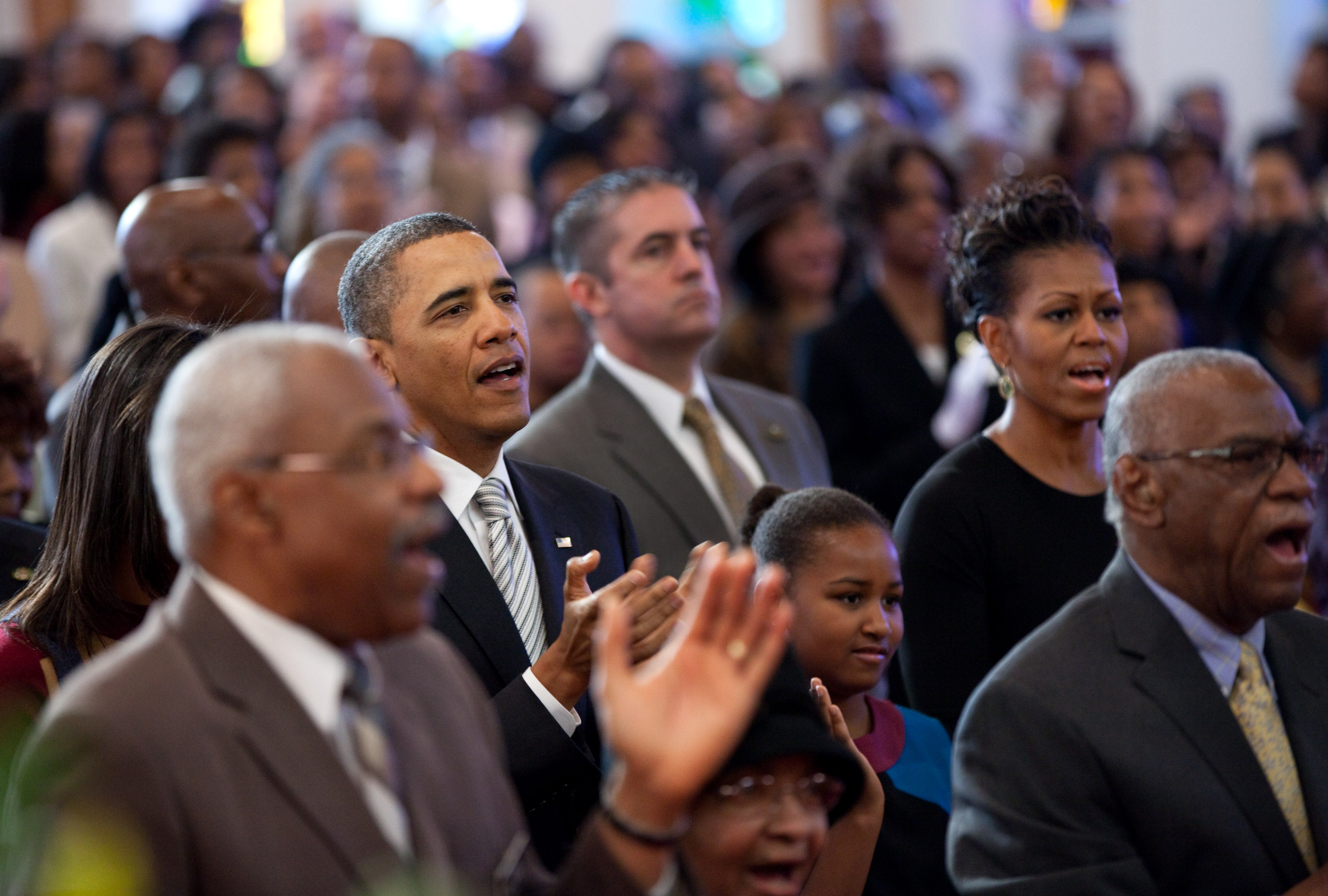
Le couple Obama à l'Église baptiste de Sion de Washington, en janvier 2012.

Barack Obama a adhéré en tant qu'adulte à la foi chrétienne. Comme il l'a écrit dans son livre The Audacity of Hope, il a été élevé en dehors de tout enseignement religieux dans un foyer athée, son père étant par ailleurs issu d'une famille musulmane et sa mère d'une famille chrétienne. En janvier 2008, Barack Obama a déclaré à Christianity Today : « Je suis chrétien, et un chrétien pratiquant. Je crois en la mort rédemptrice et à la résurrection de Jésus-Christ. Je crois que la foi m'ouvre une voie pour être lavé de tout péché et obtenir la vie éternelle. »
C'est le pasteur afro-américain Jeremiah Wright qui a amené Barack Obama à la foi chrétienne à la suite de son engagement à ses côtés dans le service social au sein de la communauté afro-américaine. Barack Obama a ensuite été vingt ans membre de sa paroisse, Trinity United Church of Christ (en), qui appartient à l'Église unie du Christ, une église d'inspiration réformée et congrégationnaliste. Le pasteur Wright a aussi marié Barack et Michelle Obama, baptisé leurs deux filles et béni leur maison. Il a été la première personne à avoir été nommée dans le discours de remerciements de Barack Obama après son élection au Sénat des États-Unis en 2004. Toutefois, en 2008, les déclarations publiques très virulentes du pasteur Wright au sujet du passé esclavagiste des États-Unis, des blancs et des juifs ont fortement embarrassé le candidat à la présidentielle. Les milieux conservateurs ont profité des déclarations du pasteur Wright pour accuser Barack Obama d'être aligné sur des positions radicales et anti-patriotiques.
Devant la controverse croissante et ses conséquences sur sa campagne électorale, Barack Obama a alors quitté cette église et condamné les propos extrêmes de son ancien pasteur, tout en refusant de condamner en bloc la paroisse de Trinity United Church of Christ (en), qui est l'une des plus grandes églises noires de Chicago et l'une des plus actives dans le domaine social et solidaire.
Après s'être installée à Washington en 2009, la famille Obama a participé aux services de différentes Églises méthodistes et Églises baptistes de la capitale,,.

### Vie privée et familiale

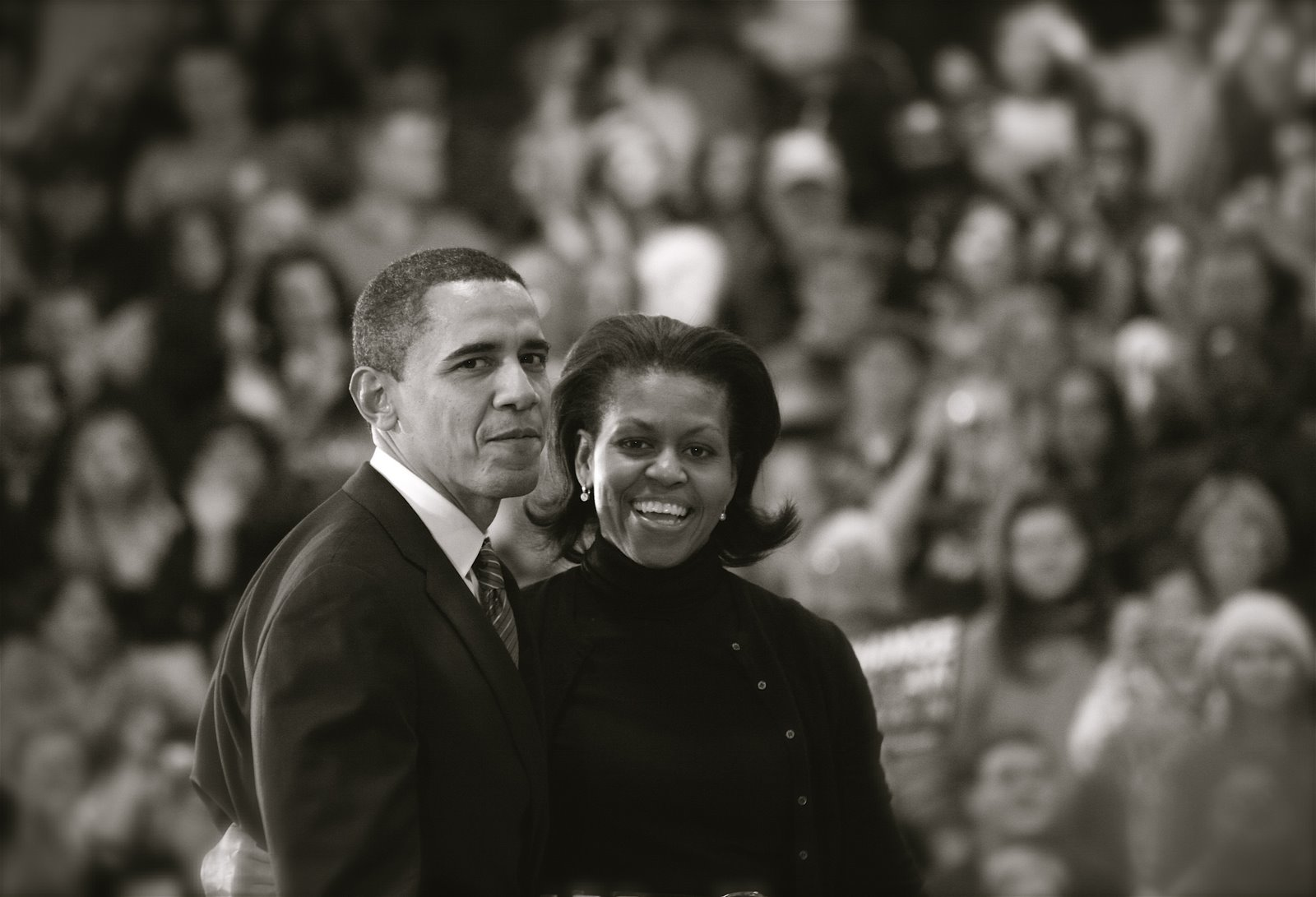
Barack et Michelle Obama en 2008.

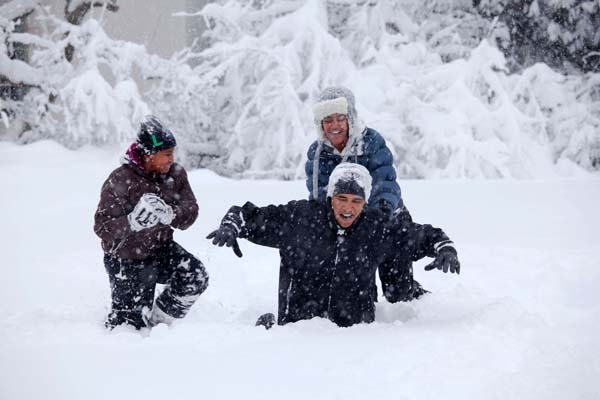
Obama avec ses filles dans la neige.

Le 3 octobre 1992, il épouse Michelle Robinson, juriste originaire de Chicago rencontrée en 1989 dans le cabinet d'avocats où il travaille et où elle est avocate associée. Le couple Obama aura deux filles, Malia Ann (née en 1998) et Natasha, plus connue par son surnom Sasha (née en 2001). Michelle Robinson-Obama est alors une avocate renommée, figure influente du Parti démocrate local et proche du maire de Chicago, Richard M. Daley. C'est elle qui va propulser la carrière politique de son époux, alors qu'il n'a, jusque-là, milité activement que pour soutenir la candidature de Bill Clinton à la présidence des États-Unis, et celle de Carol Moseley-Braun au Sénat.

### Autres éléments

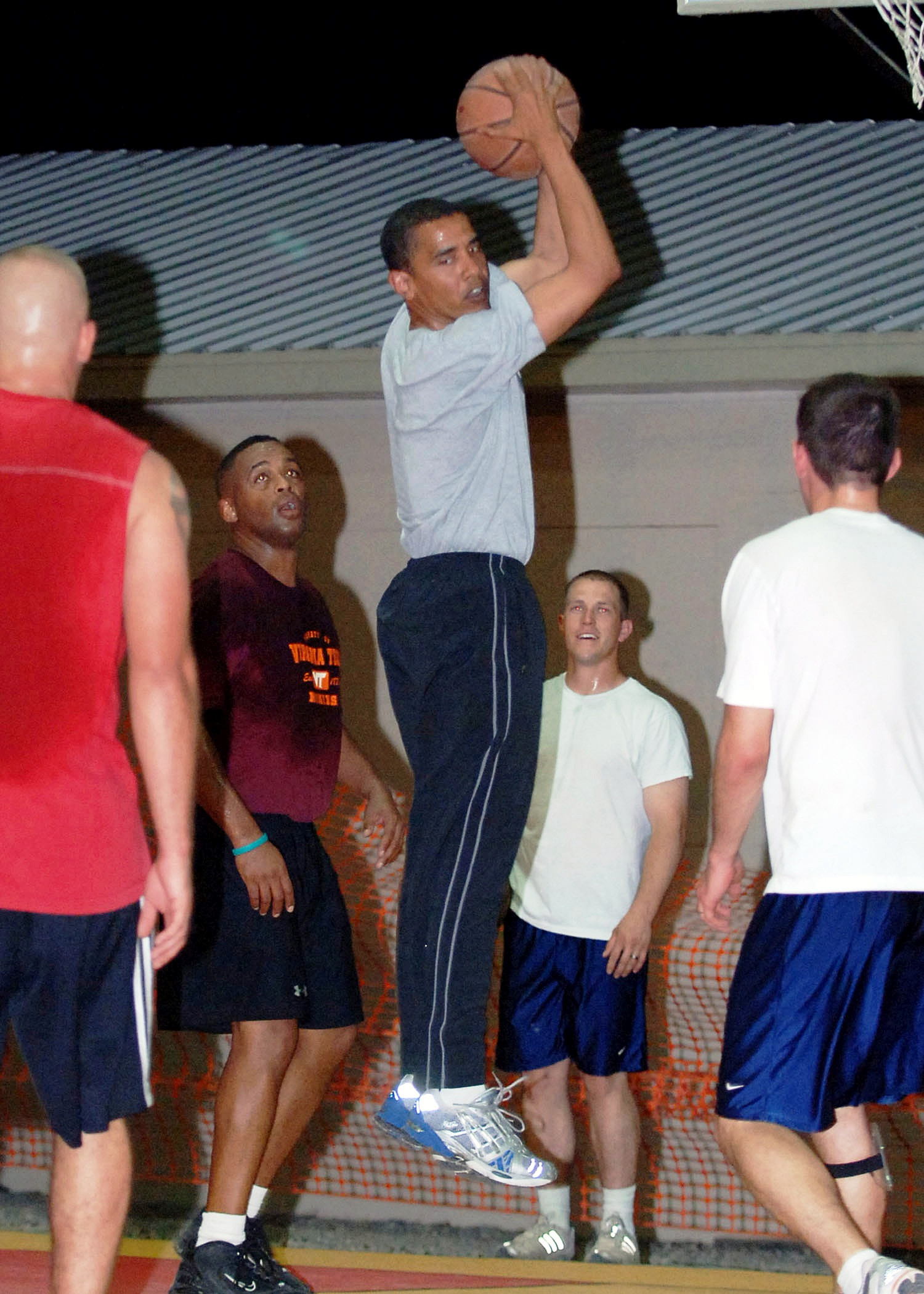
Obama jouant au basket-ball avec l'armée américaine au camp Lemonnier, à Djibouti en 2006.

Personnalité attachée à ses racines afro-américaines, il a des goûts culturels éclectiques ; c'est un grand lecteur, écrivant lui-même ses livres et ses discours les plus importants, Barack Obama doit une bonne partie de son ascension politique à ses talents d'orateur et à son charisme,,. Bien que métis, Obama est décrit comme Noir (conformément à l'ancien principe de la règle de l'unique goutte de sang), et se définit lui-même comme Noir,.
Dans sa déclaration de revenus de 2007, le couple Obama a inscrit 4,2 millions de dollars, provenant largement des droits d'auteur des livres de Barack Obama.
Le couple Obama a déclaré un revenu brut ajusté de 2 656 902 dollars (environ 2 millions d'euros) en avril 2009 pour ses déclarations de 2008. Ils ont payé, en 2008, 855 323 dollars (environ 647 000 euros) d'impôts fédéraux et 77 883 dollars (environ 59 000 euros) à l'État de l'Illinois et donné 172 050 dollars à 37 œuvres caritatives.
Barack Obama est un grand amateur de basket-ball, qu'il continua à pratiquer presque chaque matin pendant sa campagne électorale, y compris le jour de son élection. Il promit l'installation d'une salle appropriée à la Maison-Blanche. Pendant la campagne présidentielle, il fit, sous les caméras, beaucoup rire[Qui ?] lors d'une tentative maladroite de bowling, sport très populaire aux États-Unis. Une fois à la Maison-Blanche, il jouera aussi au golf avec le vice-président Biden sur le green du jardin de la résidence officielle.
Barack Obama se trouve être le cinquième président gaucher en trente ans, après Gerald Ford, Ronald Reagan, Georges H. Bush et Bill Clinton. Ainsi qu'il le lança aux photographes lors de la signature de ses premiers documents officiels de président : « Je suis gaucher, il va falloir vous y faire ».
Président très « connecté », Barack Obama est un adepte des réseaux sociaux et des nouvelles formes de communication. Plusieurs observateurs ont jugé que les réseaux sociaux avaient d'ailleurs eu un impact important lors de ses deux élections en 2008 et 2012,,,. Avec plus de 55 millions d'abonnés, il est le seul homme politique dont le compte Twitter apparaît parmi les 10 plus influents du site de microblogging. Obama se met lui-même régulièrement en scène dans des vidéos, comme lors de sa dernière campagne en date réalisée avec BuzzFeed vue par des millions de personnes en quelques heures : « Things Everybody Does But Doesn’t Talk About, Featuring President Obama ».
La fortune des époux Obama est estimée en 2020 entre 40 et 135 millions de dollars. Le couple est propriétaire d'une maison achetée à huit millions de dollars à Washington et d’une autre à 12 millions de dollars sur l’île de Martha's Vineyard dans le Massachusetts, en plus de leur demeure de Chicago.
Son grand intérêt pour l'environnement se montre par sa prochaine participation à la narration de cinq épisodes pour Our Great National Parks. La nouvelle série documentaire Netflix sort en 2022. Elle met en lumière les plus beaux parcs nationaux du monde.

## Études et carrière professionnelle

### Obtention du baccalauréat universitaire (1983)
Après ses études secondaires, Barack Obama étudie deux ans à l'Occidental College de Los Angeles (Californie) puis entre à l'université Columbia de New York. Il en sort diplômé en 1983 avec un baccalauréat universitaire en science politique, spécialité relations internationales.

### Premières expériences (1983-1985)
Avant même d'obtenir son diplôme de l'université Columbia, Barack Obama envisage de devenir « organisateur communautaire » (community organizer), mais ses démarches auprès de différents organismes (notamment la mairie de Chicago, depuis peu dirigée par un Noir, Harold Washington) n'aboutissent pas. Il entre à New York dans un cabinet de consultants (Business International Corporation (en)) travaillant pour des multinationales, d'abord comme assistant de recherche, puis comme analyste financier, fonction importante qui lui permet de disposer d'un bureau et d'une secrétaire. Il décide de se réorienter vers le travail communautaire et quitte son entreprise. Toujours à New York, il connaît une période de travail précaire (il travaille notamment pendant trois mois pour l'organisation de Ralph Nader), puis est recruté par un militant associatif de Chicago, Jerry Kellman (qu'il appelle Marty Kaufman dans son autobiographie)[réf. nécessaire].

### Chicago (1985-1988)
À l'été de l'année 1985, il choisit de travailler comme organisateur communautaire dans le quartier noir défavorisé de Bronzeville, dans la banlieue de Chicago. Il devient adjoint de Jerry Kellman, travailleur social chrétien, membre d'un réseau d'Églises progressistes. Jusqu'en 1987, Barack Obama, surnommé « Baby Face » par les pasteurs locaux, arpente South Side pour aider les résidents à s'organiser dans la défense de leurs intérêts, pour obtenir le désamiantage des logements sociaux, l'ouverture de bureaux d'embauche, ou pour lutter contre la délinquance des jeunes. C'est durant cette période que Barack Obama, élevé sans religion, se rapproche de l'Église unie du Christ dirigée dans le quartier par le pasteur Jeremiah Wright, et embrasse la religion protestante.

### Harvard (1988-1991)
Au cours de l'année 1987, il pose sa candidature à plusieurs universités et est accepté à Harvard en février 1988. Il quitte Chicago en mai 1988 et après un séjour touristique en Europe, part pour son premier voyage au Kenya. Il étudie ensuite pendant trois ans à la faculté de droit de Harvard à Cambridge près de Boston ; il en sort diplômé avec la mention magna cum laude. En 1990, il est le premier Afro-Américain élu (face à 18 autres candidats) rédacteur en chef de la prestigieuse Harvard Law Review, ce qui est relaté par la presse nationale.

### Enseignant (1991-2004)
À la fin de ses études, au lieu de devenir adjoint au juge Abner Mikva, Barack Obama revient à Chicago pour devenir enseignant en droit constitutionnel à l'université de Chicago où il travaille jusqu'en 2004. Il entre dans un cabinet juridique spécialisé dans la défense des droits civiques.

## Parcours politique

### Sénateur de l'Illinois (1997-2004)
En 1996, Barack Obama est élu au Sénat de l'Illinois dans la 13e circonscription, couvrant les quartiers de South Side à Chicago dont le quartier de Hyde Park, dans lequel il vivra avec sa femme et ses deux filles jusqu'à son entrée à la Maison-Blanche. Il préside la commission de santé publique quand les démocrates reprennent la majorité au Sénat de l'État.

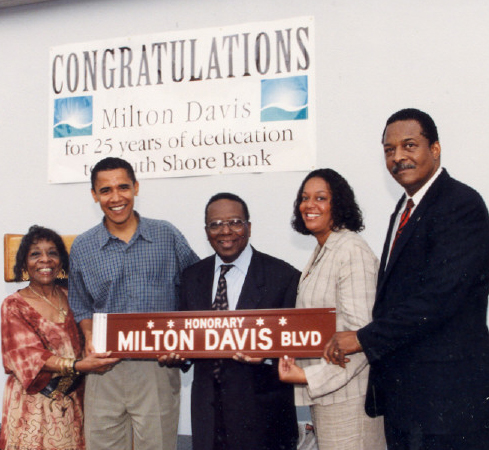
Le sénateur de l'Illinois Barack Obama et d'autres célèbrent la nomination d'un boulevard de Chicago en l'honneur du cofondateur de ShoreBank, Milton Davis, en 1998.

Il soutient les législations en faveur de l'extension de la couverture médicale aux plus démunis, se fait le défenseur de la cause des homosexuels et fait augmenter les fonds destinés à la lutte contre le sida. Son mandat est marqué par sa capacité à obtenir, par le biais de compromis, l'assentiment des républicains sur des lois comme celles contre le profilage racial, pour la vidéosurveillance des interrogatoires de police ou encore un moratoire sur l'application de la peine de mort dans l'Illinois.
En 2000, il tente de se faire désigner aux primaires démocrates pour être candidat à la Chambre des représentants des États-Unis mais il est battu avec 30 % des voix contre 61 % à Bobby Rush, le titulaire démocrate sortant et ancienne figure historique du Black Panther Party.
Barack Obama se fait aussi remarquer à l'échelle nationale en 2002, lorsqu'il refuse de cautionner les explications des néo-conservateurs au sujet d'une invasion nécessaire de l'Irak. « Je ne suis pas quelqu'un qui s'oppose à la guerre en toutes circonstances. Je suis opposé à une guerre stupide, non pas basée sur la raison, mais sur la passion, non sur les principes, mais sur la politique », déclare-t-il le 2 octobre 2002 à Chicago. Cette opposition à la guerre lancée par l'administration Bush le 19 mars 2003 et approuvée par une large majorité du Sénat des États-Unis (notamment par Hillary Clinton), lui servira de référence tout au long de sa campagne pour l'investiture de l'élection présidentielle américaine de 2008 pour contrer ses adversaires.

### Sénateur des États-Unis (2004-2008)

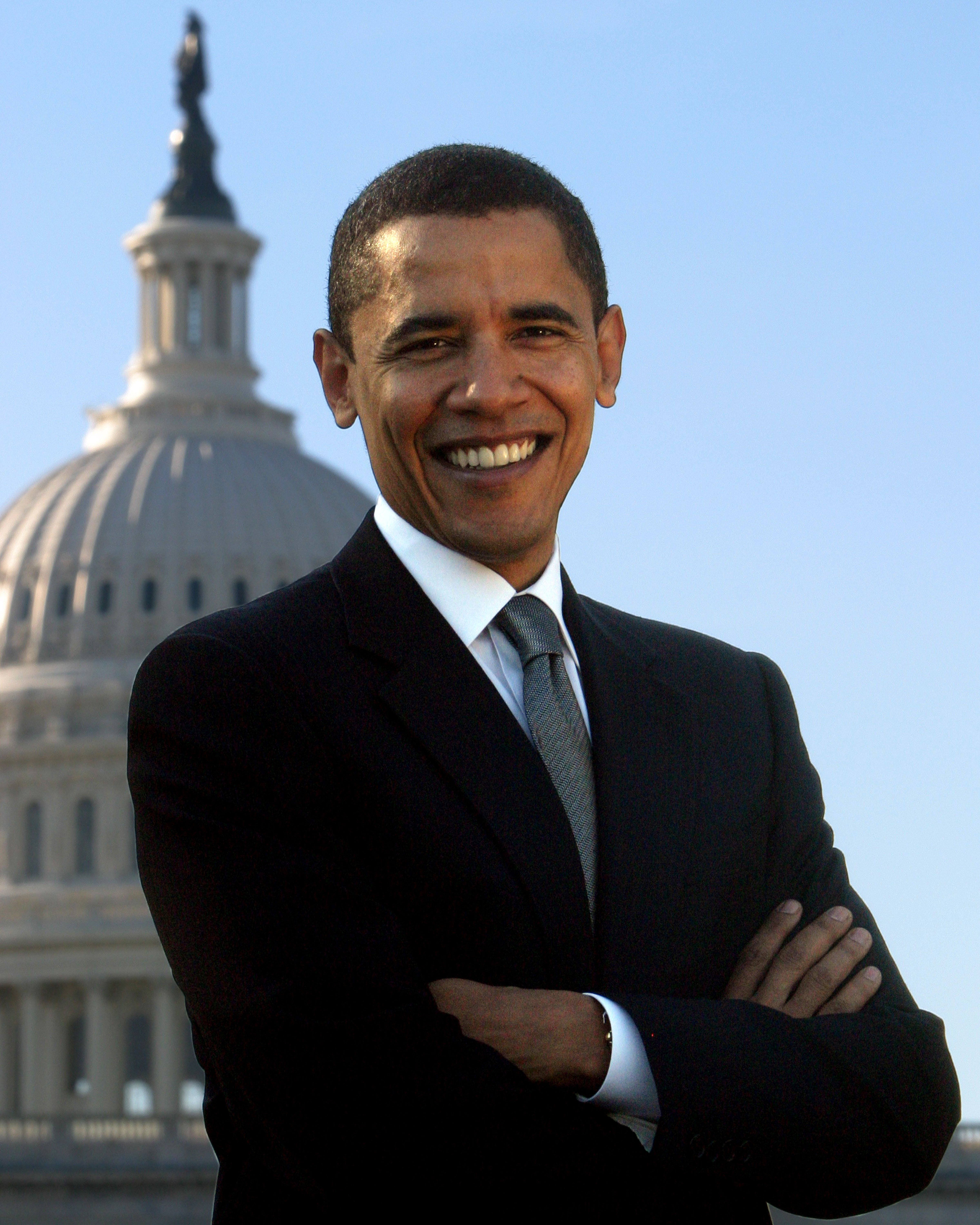
Portrait officiel de Barack Obama comme sénateur fédéral pour l'Illinois (2005).

À l'automne 2002, il engage le consultant politique David Axelrod et annonce officiellement sa candidature au Sénat des États-Unis en janvier 2003. Parmi les membres du comité pour le financement de sa campagne se trouve un repris de justice notoire, Tony Rezko (en),. En juillet 2004, il prononce un discours de la Convention démocrate de Boston désignant John Kerry comme candidat du parti à l'élection présidentielle. Il y fait l'apologie du rêve américain, de l'Amérique généreuse, en rappelant ses origines familiales. Il en appelle à l'unité de tous les Américains et dénonce les « errements » et l'« extrémisme » diviseur de l'administration de George W. Bush. Ce discours The Audacity of Hope repris dans la presse écrite et à la télévision fait connaître Barack Obama aux militants démocrates, mais également à de nombreux Américains.
Le 2 novembre 2004, après avoir battu quelques mois plus tôt ses adversaires démocrates lors des primaires, Barack Obama est élu au Sénat des États-Unis avec 70 % des voix contre 27 % à son adversaire républicain, l'ancien ambassadeur et chroniqueur politique conservateur afro-américain Alan Keyes. Le score n'est pas une surprise. Pendant plusieurs mois, Barack Obama a fait une grande partie de sa campagne électorale sans aucun opposant désigné contre lui à la suite du retrait en dernière minute de Jack Ryan, le candidat républicain ; ce dernier avait lui-même succédé à Blair Hull, le vainqueur des primaires. Tous deux étant englués dans des affaires scabreuses avec leurs épouses respectives, ce n'est que deux mois avant l'élection, qu'Alan Keyes a été désigné comme candidat républicain en dépit du fait qu'il résidait au Maryland, qu'il n'avait aucun lien avec l'Illinois et qu'en 2000, il avait dénoncé le parachutage d'Hillary Clinton à New York.
Barack Obama succède alors au sénateur républicain sortant Peter Fitzgerald. Il prête serment comme sénateur le 4 janvier 2005, devenant le seul homme de couleur à siéger au Sénat, et le cinquième de l'histoire. Il démissionne de son poste de sénateur le 16 novembre 2008, après son élection à la présidence des États-Unis.

### Élection présidentielle de 2008

#### Primaires présidentielles

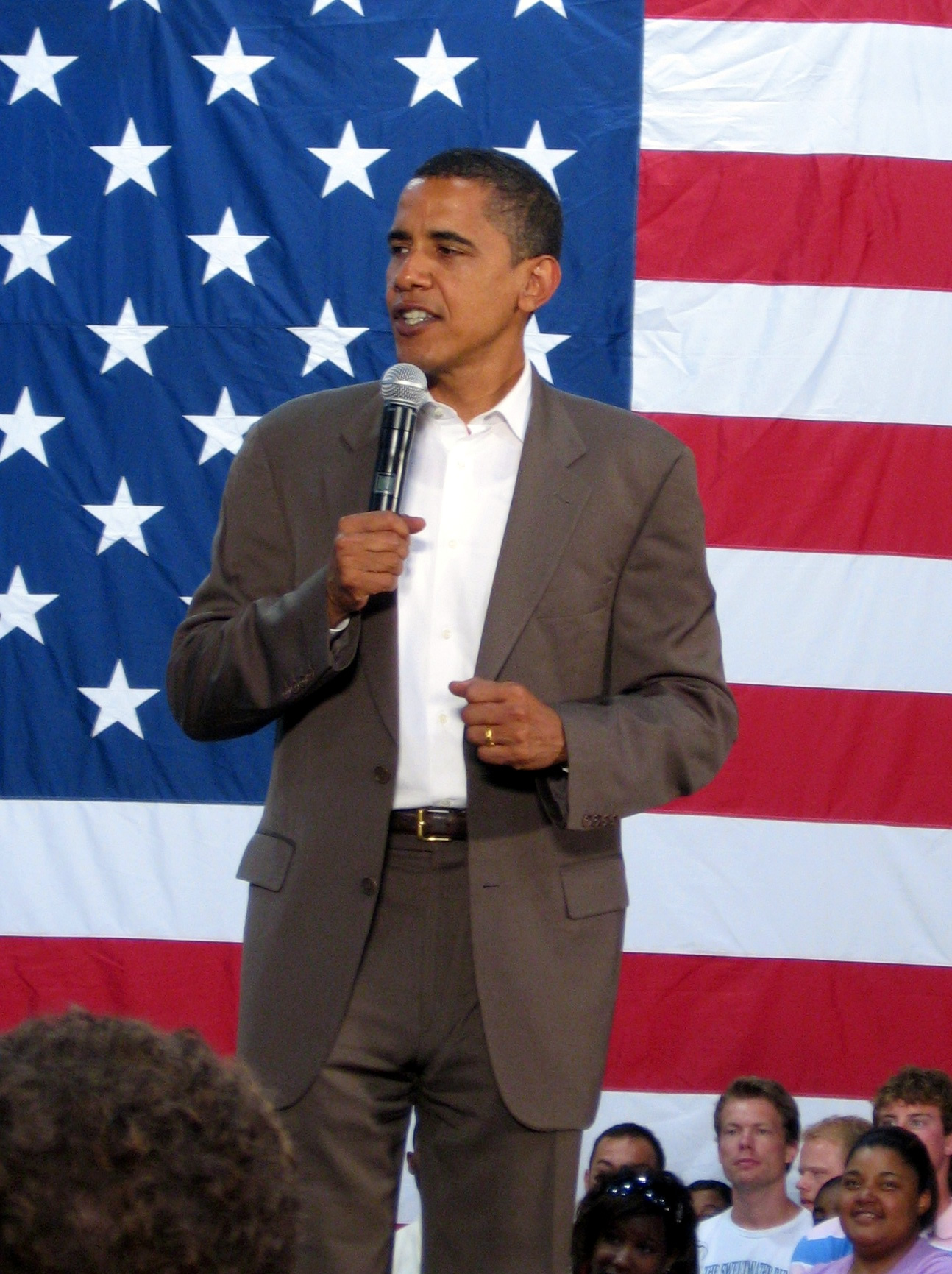
Barack Obama en campagne électorale en Caroline du Sud en août 2007.

Le 16 janvier 2007, il annonce la création d'un comité exploratoire en vue de lever des fonds pour une candidature à l'élection présidentielle de 2008 ; le 10 février 2007, il déclare sa candidature à l'investiture démocrate et ce, malgré son inexpérience relative et la concurrence dans le camp démocrate d'Hillary Clinton, jusque-là favorite pour les primaires. Le 15 décembre 2007, il reçoit l'appui du prestigieux quotidien national The Boston Globe.
Tout au long de l'année 2007, il insiste sur le fait qu'il incarne le changement et qu'il s'oppose à la politique partisane. Sa candidature enthousiasme une partie des électeurs indépendants et des jeunes. Il obtient le ralliement de nombreuses personnalités comme le sénateur John Kerry, les hommes d'affaires Warren Buffett et George Soros, les acteurs George Clooney, Matt Damon, Will Smith, Ben Affleck, Robert De Niro, les actrices Halle Berry, Sophia Bush et Scarlett Johansson, le rocker Bruce Springsteen, la chanteuse Nicole Scherzinger, le rappeur Nas, la romancière Toni Morrison ou l'animatrice de télévision Oprah Winfrey, personnalité extrêmement influente dans son pays, notamment au sein de la communauté afro-américaine. Le 21 avril 2008, il obtient également le soutien du cinéaste Michael Moore.
Le 3 janvier 2008, Barack Obama crée la surprise en remportant les premières primaires, les caucus de l'Iowa, État blanc à plus de 96 %, avec 38 % des suffrages exprimés, loin devant le sénateur John Edwards (30 %) et l'ancienne First Lady Hillary Clinton qui a obtenu 29 %, démontrant ainsi pour la première fois qu'un métis pouvait avoir de réelles chances au niveau national.
Il réussit alors à imposer à la campagne des primaires, aussi bien démocrates que républicaines, le thème du « changement » (« Change »). Le 8 janvier, il perd dans le New Hampshire (37 %) contre Hillary Clinton (39 %) malgré des sondages l'annonçant grand favori avec 10 points d'avance. Son discours de défaite est teinté d'espoir et de remotivation. De cette défaite, Barack Obama tire son nouveau slogan : « Yes we can » (« Oui, nous pouvons »), promis à une grande renommée. Selon les sources, celui-ci trouve son origine dans le cri de ralliement lancé en 1972 par le syndicaliste César Chávez (« Sí se puede (en) »), à qui Obama rendra hommage une fois élu, ou dans le mot d'ordre de Dolores Huerta, une militante des droits civiques dans les années 1960 à qui Barack Obama a remis une haute distinction.

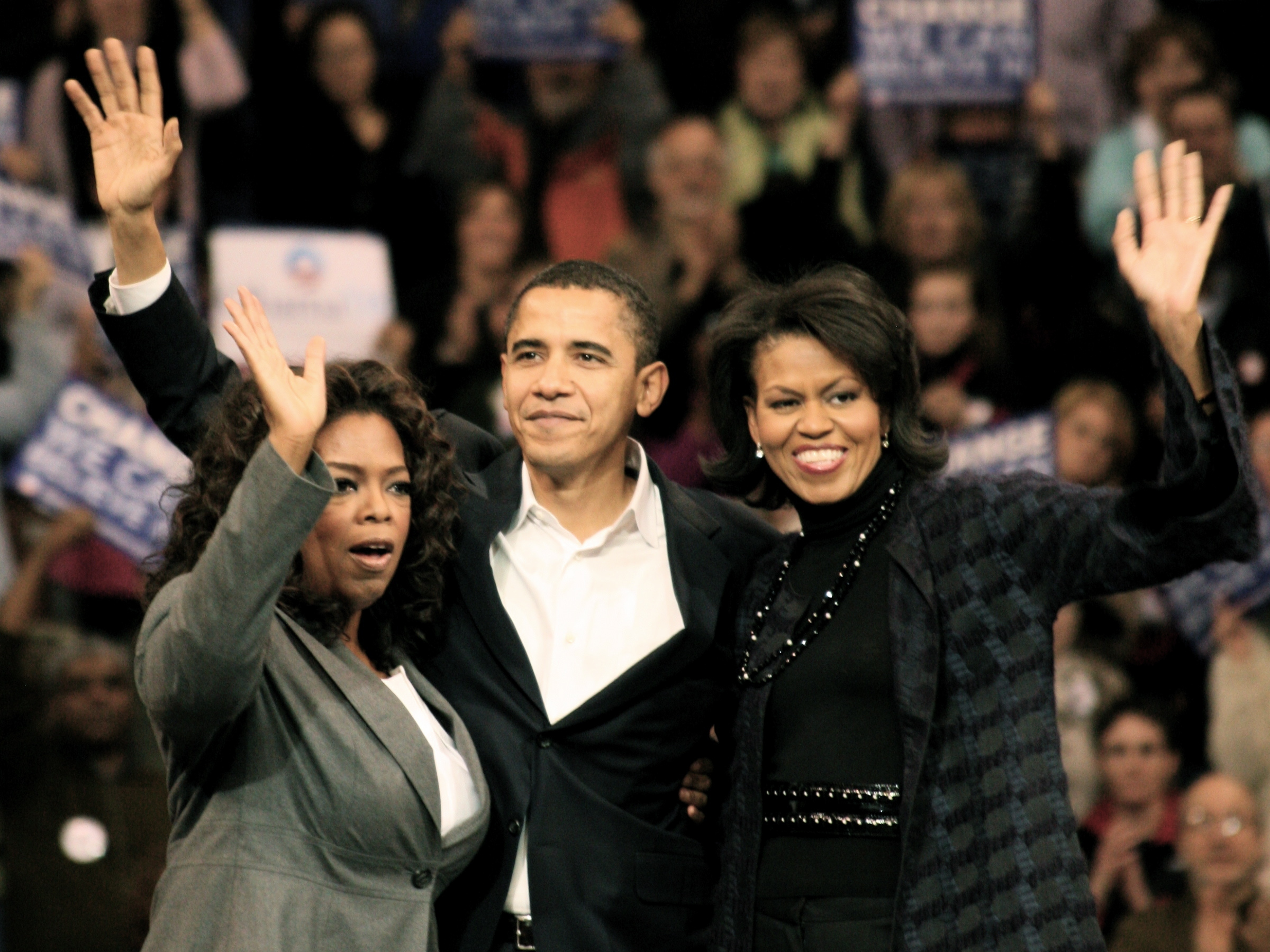
De gauche à droite : Oprah Winfrey, Barack Obama et Michelle Obama le 10 décembre 2007.

Après une polémique avec Hillary Clinton sur les droits civiques et les rôles respectifs de Martin Luther King et du président Lyndon B. Johnson, il arrive de nouveau deuxième en nombre de voix, derrière Hillary Clinton, lors du caucus du Nevada du 19 janvier (51 % contre 45 %). Néanmoins, Barack Obama obtient une majorité de treize délégués contre douze pour Hillary Clinton, raison pour laquelle il refuse de concéder sa défaite. Il évoque également des irrégularités dans le vote qu'il impute au camp Clinton, accusant Bill Clinton et sa femme, de déformer les faits à son encontre.
Le 27 janvier, sa très large victoire (55 % contre 27 % pour Hillary Clinton) lors des primaires de Caroline du Sud relance sa candidature dans la perspective du Super Tuesday du 5 février.
Le 28 janvier, il obtient le soutien de Caroline Kennedy, ainsi que d'Edward Moore Kennedy et Patrick Kennedy.
Lors du Super Tuesday, le 5 février, Barack Obama remporte treize États, face à neuf pour Hillary Clinton.
Le 2 février, Will.i.am enregistre Yes We Can, une chanson inspirée d'un discours prononcé par Obama, à la suite de la primaire du New Hampshire de 2008. Mixée avec des images et des extraits du discours, elle est interprétée par de nombreuses célébrités (la plupart des musiciens, chanteurs et comédiens américains) soutenant le sénateur Obama. La chanson a été produite par Will.i.am, le clip a été réalisé par Jesse Dylan, le fils du chanteur Bob Dylan.

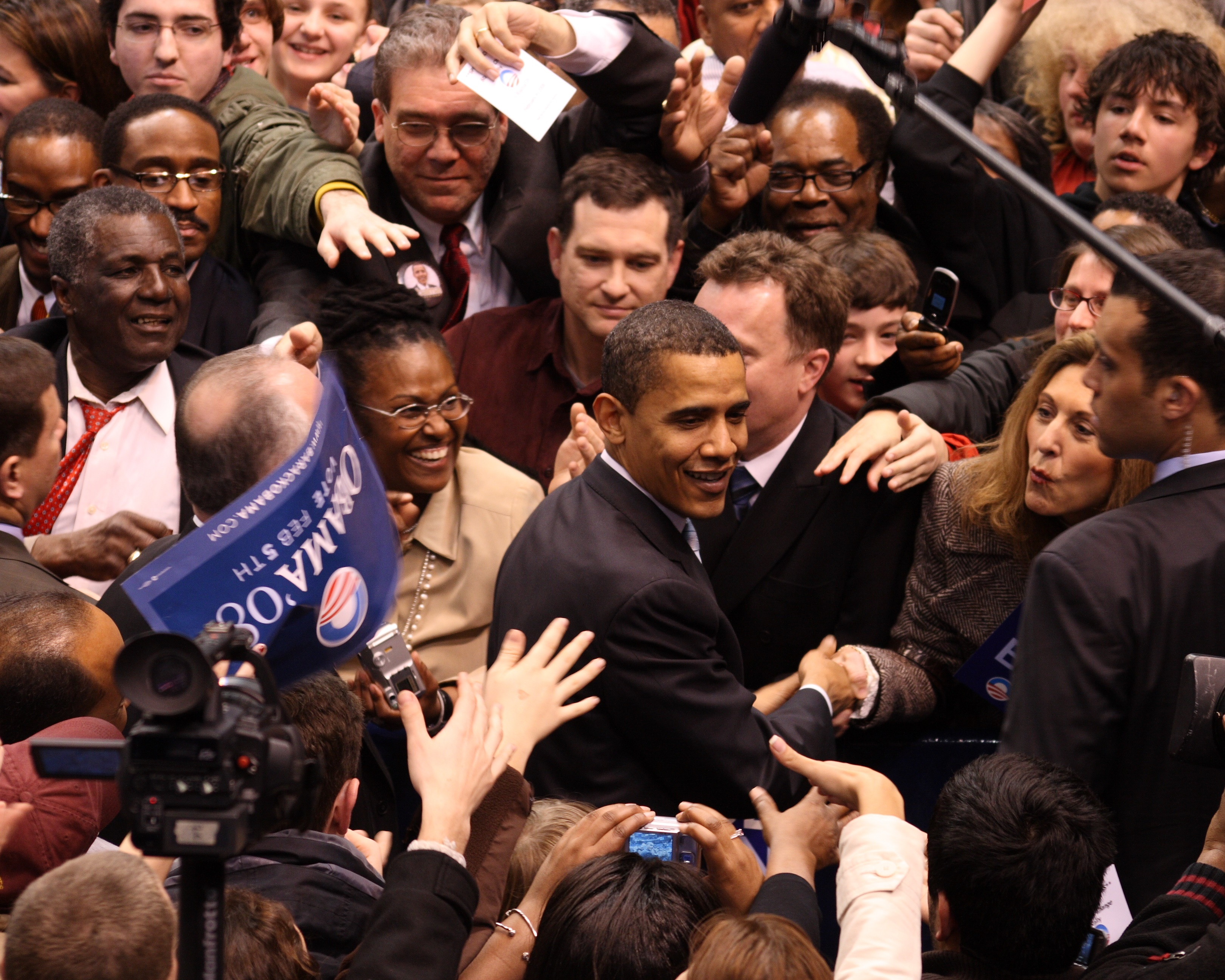
Barack Obama entouré de sympathisants lors d'un bain de foule à la fin d'un meeting dans le Connecticut en février 2008.

Le 9 février, il remporte les États de Washington, du Nebraska et de Louisiane ainsi que les îles Vierges. Le lendemain 10 février, il remporte l'État du Maine. Le 12 février, en remportant les trois élections primaires démocrates en Virginie, au Maryland et dans la capitale fédérale Washington, Barack Obama prend un avantage dans la course aux 2 025 délégués nécessaires pour obtenir l'investiture démocrate. Avec 1 231 délégués, il devance dorénavant Hillary Clinton (1 196 délégués), s'adjugeant au passage la confiance non seulement d'une bonne partie de l'électorat afro-américain mais aussi celui des personnes âgées (53 % contre 47 % à Hillary Clinton) et des femmes (58 %) ; les Blancs demeurent plutôt favorables à Hillary Clinton (48 % contre 51 %).
Le 19 février, il gagne les primaires dans le Wisconsin et à Hawaï, signant là dix victoires consécutives sur Hillary Clinton.
Le 22 février, avec plus de 65 % des voix, Barack Obama, sénateur de l'Illinois, a largement remporté la primaire des démocrates expatriés. En France, il dépasse la barre des 70 %.
Le 4 mars, il gagne dans l'État du Vermont mais perd dans l'Ohio et le Rhode Island. Au Texas, il obtient plus de représentants à la convention que Hillary Clinton (99 contre 94). Il conserve une avance de plus de 100 délégués.
Il remporte les primaires du Wyoming le 8 mars, puis celles du Mississippi trois jours plus tard.
Le 18 mars 2008, il prononce à Philadelphie un important discours sur la question raciale.
Le 22 avril, Hillary Clinton remporte la primaire de Pennsylvanie ; sa campagne qui ne pouvait se permettre d'accroître davantage son retard, bénéficie alors d'un second souffle aux dépens de celle d'Obama. Ce dernier a été fragilisé dans l'opinion par son attitude ambiguë à l'égard des dérapages verbaux de son ancien pasteur, le communautariste Jeremiah Wright, ainsi que par des accusations d'élitisme.
Ainsi, le 3 mai, il remporte avec seulement sept voix d'écart les caucus de Guam, île du Pacifique, avec 50,08 % des voix contre 49,92 % pour Hillary Clinton.
Le 6 mai, il remporte l'État de Caroline du Nord avec 56 % des voix mais perd avec 22 000 voix d'écart dans l'Indiana (49 % des voix).
Le 13 mai, Hillary Clinton remporte la primaire en Virginie-Occidentale avec 67 % des voix contre 26 % pour Barack Obama. La candidate bénéficie d'un vote massif des électeurs blancs et modestes, très nombreux dans cet État. Obama peut néanmoins rattraper son retard auprès de cette dernière catégorie d'électeurs et auprès des « cols bleus » (ouvriers blancs) grâce au ralliement de poids de John Edwards, annoncé dès le lendemain de la primaire de Virginie-Occidentale.
À ce stade des primaires, les cinq dernières consultations à venir seront d'une importance toute relative, aucun des deux candidats ne pouvant obtenir la majorité qualifiante des délégués ordinaires, tandis que les super-délégués, qui restent partagés entre Obama (282), Clinton (273) et l'indécision (environ 240), auront probablement le dernier mot lors de la Convention démocrate du mois d'août. Certains observateurs misent cependant sur un retrait de Clinton avant la fin du processus.
Le 20 mai, Obama et Clinton remportent l'un et l'autre une primaire. Le premier s'impose dans l'Oregon (58 % des voix), la seconde dans le Kentucky (65 % des voix).
Le 30 mai, il quitte l'Église unie du Christ à la suite des polémiques engendrées par les propos du pasteur Wright et du révérend Michael Pfleger. Obama était membre de cette Église depuis une vingtaine d'années,.
Le 3 juin, à l'issue des dernières primaires (Montana et Dakota du Sud), il atteint le seuil requis des 2 118 délégués, ainsi que le soutien de nombreux super-délégués. Malgré la revendication par Clinton de la majorité du « vote populaire » (en nombre de voix de militants) et le refus de la sénatrice de se déclarer vaincue, Obama est désormais quasiment assuré d'être désigné candidat à la Maison-Blanche lors de la convention démocrate de la fin du mois d'août.
Le 7 juin, Hillary Clinton « suspend » sa campagne à l'investiture démocrate et apporte son soutien à Barack Obama dans sa campagne présidentielle contre le républicain John McCain.

#### Investiture démocrate

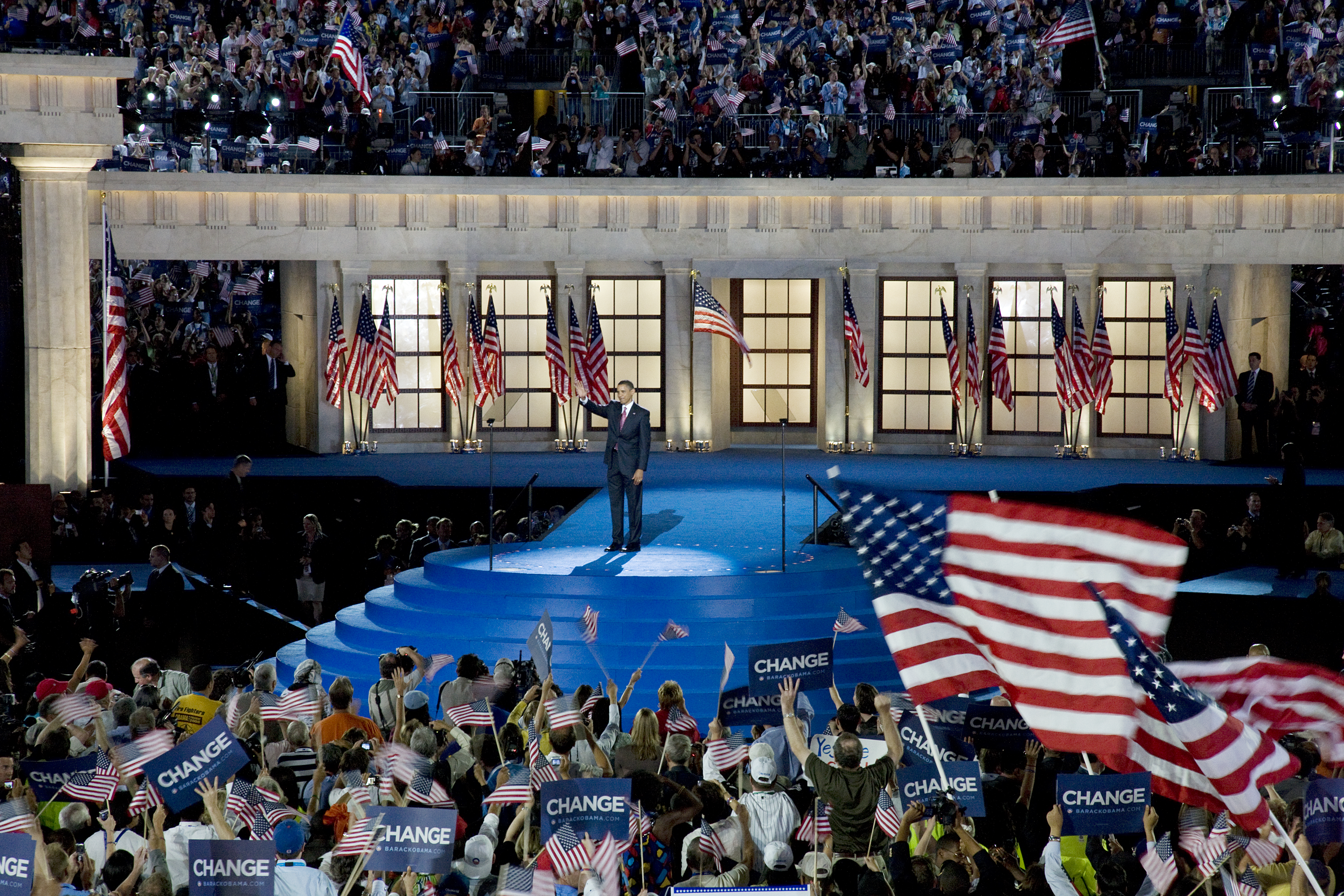
Obama lors de la Convention nationale démocrate de 2008.

Le 27 août, troisième jour de la Convention nationale démocrate de 2008 (en) à Denver, Obama est officiellement investi par acclamation, ou roll call, lancée par la sénatrice Hillary Clinton. Plus de vingt ans après le révérend Jesse Jackson, trois fois candidat à l'investiture démocrate et premier à remporter des primaires, notamment en 1988, c'est le premier métis Afro-Américain investi pour la présidentielle par un parti majeur.

#### Financement de sa campagne électorale
Concernant le financement des campagnes électorales, faiblement encadrée par la législation américaine, Barack Obama se déclare partisan d'un système de financement public et indique avant même sa déclaration de candidature qu'il financerait ainsi sa campagne présidentielle si son rival républicain faisait de même.
Cependant, en juin 2008, il décide de baser sa campagne sur la collecte de fonds privés, échappant ainsi à la limite de collecte imposée en cas de financement par les fonds publics. Il devient alors le premier candidat à se passer de ces fonds fédéraux depuis l'adoption par le Congrès des lois sur le financement des campagnes électorales, élaborées après le scandale du Watergate.
Plus de 40 % des fonds de campagne d'Obama viennent de la Californie, de l'État de New York et de l’Illinois, États traditionnellement démocrates.
Les 5 principaux groupes de donateurs d'Obama sont les actionnaires, les employés, ou membres de :
1. L'université de Californie ;
2. Goldman Sachs : la banque réunit plus d'argent pour la campagne présidentielle d'Obama qu'aucune autre banque ou entreprise cotée à Wall Street, soit plus d'un million de dollars auprès de ses employés et de ses cadres[99]. Par la suite, plusieurs anciens dirigeants de Goldman occupent des postes élevés dans l'administration Obama[99],[100] et l'influence qu'exerce la banque sur l'administration Obama suscite des débats[101]. Des observateurs pointent notamment du doigt les aides directes et indirectes que reçoit la banque en 2008 et 2009 lors de la crise des subprimes au regard des aides apportées à Lehman Brothers contrainte de faire faillite[99],[101] ;
3. Le Harvard-Smithsonian Center for Astrophysics ;
4. Microsoft ;
5. JPMorgan Chase.

#### Élection face à McCain

Répartition du collège électoral par État en 2008. En bleu, les États remportés par Obama et Biden ; en rouge, ceux remportés par McCain et Palin. Pour chaque État est indiqué le nombre de grands électeurs.

Avec un taux de participation record de 63 % des électeurs inscrits, Barack Obama a remporté l'élection présidentielle du 4 novembre 2008 avec plus de 9 millions de voix d'avance sur son adversaire John McCain. La victoire est nette aussi bien au niveau des grands électeurs (365 à 173,) que dans le vote populaire (52,9 % à 45,6 %). Outre ses victoires dans les États-clés âprement disputés de l'Ohio et de la Floride, Obama a fait basculer, de justesse, des bastions républicains traditionnels comme l'Indiana, et a même obtenu les suffrages de deux anciens États confédérés (en plus de la Floride) : la Virginie et la Caroline du Nord. Barack Obama l'emporte dans toutes les classes d'âge, sauf chez les plus de 65 ans, et bénéficie d'une plus forte mobilisation des jeunes électeurs, alors que 68 % des 18-25 ans se sont prononcés en sa faveur. Il obtient également le suffrage de 54 % des catholiques, de 78 % des juifs, ainsi que de 67 % des Latinos et de 95 % des Afro-Américains.
Au soir du 4 novembre 2008, il prononce devant plusieurs centaines de milliers de personnes son discours de victoire à Grant Park, dans la ville de Chicago (Illinois). Après avoir remercié tous ses soutiens (famille, collaborateurs, électeurs), il évoque les enjeux majeurs de son mandat à venir ; en particulier les guerres d'Irak et d'Afghanistan et la crise économique. Son discours est teinté de références significatives aux discours d'investiture de John F. Kennedy, d'Abraham Lincoln et également aux discours prononcés par Martin Luther King ; il cite notamment mot pour mot un passage du discours que fit Abraham Lincoln lors de sa première investiture.
L'élection de Barack Obama est dans l'ensemble très bien accueillie à l'étranger, où elle est souvent l'occasion de célébrations populaires. Le Kenya, pays natal de son père, décrète même un jour férié. Fait également sans précédent, des gouvernements traditionnellement en très mauvais termes avec les États-Unis adressent leurs félicitations au nouveau président, ainsi Raúl Castro (Cuba), Hugo Chávez (Venezuela) ou Mahmoud Ahmadinejad (Iran). Depuis l'Afrique du Sud, il est aussi félicité par le prix Nobel de la paix et ancien président Nelson Mandela.
Barack Obama a été formellement élu par les grands électeurs le 15 décembre 2008 — sa victoire ayant été officiellement proclamée au Congrès des États-Unis par Dick Cheney le 8 janvier 2009) — et il a succédé à George W. Bush le 20 janvier 2009. Il est alors devenu le quarante-quatrième président des États-Unis, et le premier Afro-Américain à accéder à la Maison-Blanche.
Le début de sa présidence commence dans un contexte de guerre en Irak, de guerre d'Afghanistan et d'une importante récession de l'économie américaine.
Barack Obama doit notamment sa victoire au vote de très nombreux primo-votants, recrutés grâce à une campagne révolutionnaire de mobilisation des donateurs, des militants, et enfin des électeurs. Cette mobilisation fut basée sur trois leviers principaux : le message, les nouvelles technologies et l'organisation de terrain.
Le message, c'est le « changement », fondé sur l'émotion, sur le modèle des campagnes de community organizing, faisant des électeurs les acteurs de ce changement. La capacité de la campagne (ou organisation) mise en place par Obama à canaliser les flux monétaires et de bénévoles, a constitué un élément déterminant de sa victoire ; en s'inspirant du modèle mis en place par les républicains huit ans auparavant et en l'améliorant, Obama a su canaliser et tirer parti de son succès populaire.
Les nouvelles technologies, ce sont les outils Internet qui sont utilisés avant tout pour recruter les sympathisants et organiser le militantisme. On y trouve les réseaux sociaux, mais aussi une exceptionnelle base de données appelée Catalist, « un fichier unique qui répertorie individuellement 220 millions d'Américains, avec jusqu'à 600 informations par personne », et permettant d'effectuer un ciblage précis sur tous les électeurs afin d'élaborer des messages personnalisés.
Enfin, l'organisation de terrain combine une communication de mobilisation, le militantisme de proximité et une campagne de financement, structurée en groupes géographiques (DC for Obama, etc.) ou thématiques (Students for Obama, Lawyers for Obama, etc.), organisée sur le modèle du téléthon, qui permet à Barack Obama de bénéficier in fine d'un budget de 750 M$ contre 350 M$ pour John McCain. Au total, Barack Obama a levé une armée de 1,2 million de militants, représentant 25 % du budget de campagne (200 M$). Ces militants ont approché, directement ou par téléphone, près de 68 millions d'Américains, soit plus de la moitié des électeurs et 99 % des électeurs cibles.

#### Transition présidentielle
L'élection présidentielle américaine indirecte fait que le président élu ne prend ses fonctions que onze semaines après le suffrage populaire. Cette période entre l'Election Day du 4 novembre et l'Inauguration Day, jour de la prise de fonction présidentielle le 20 janvier, est une phase de nomination de la nouvelle administration présidentielle et de transition avec l'administration sortante. La première nomination de la nouvelle administration est celle de Rahm Emanuel au poste de Chef de cabinet de la Maison-Blanche. De nombreux noms circulent quant aux différents secrétaires et, le 1er décembre, il est annoncé que son ancienne rivale à l'investiture Hillary Clinton sera proposée par l'administration Obama comme secrétaire d'État. Les principaux postes sont pourvus dès début décembre. Bien qu'Obama ait axé sa campagne présidentielle sur le slogan du changement, on note la prépondérance de vétérans de l'administration Clinton dans la nouvelle équipe, par souci revendiqué de bénéficier de leur expérience face à la crise.

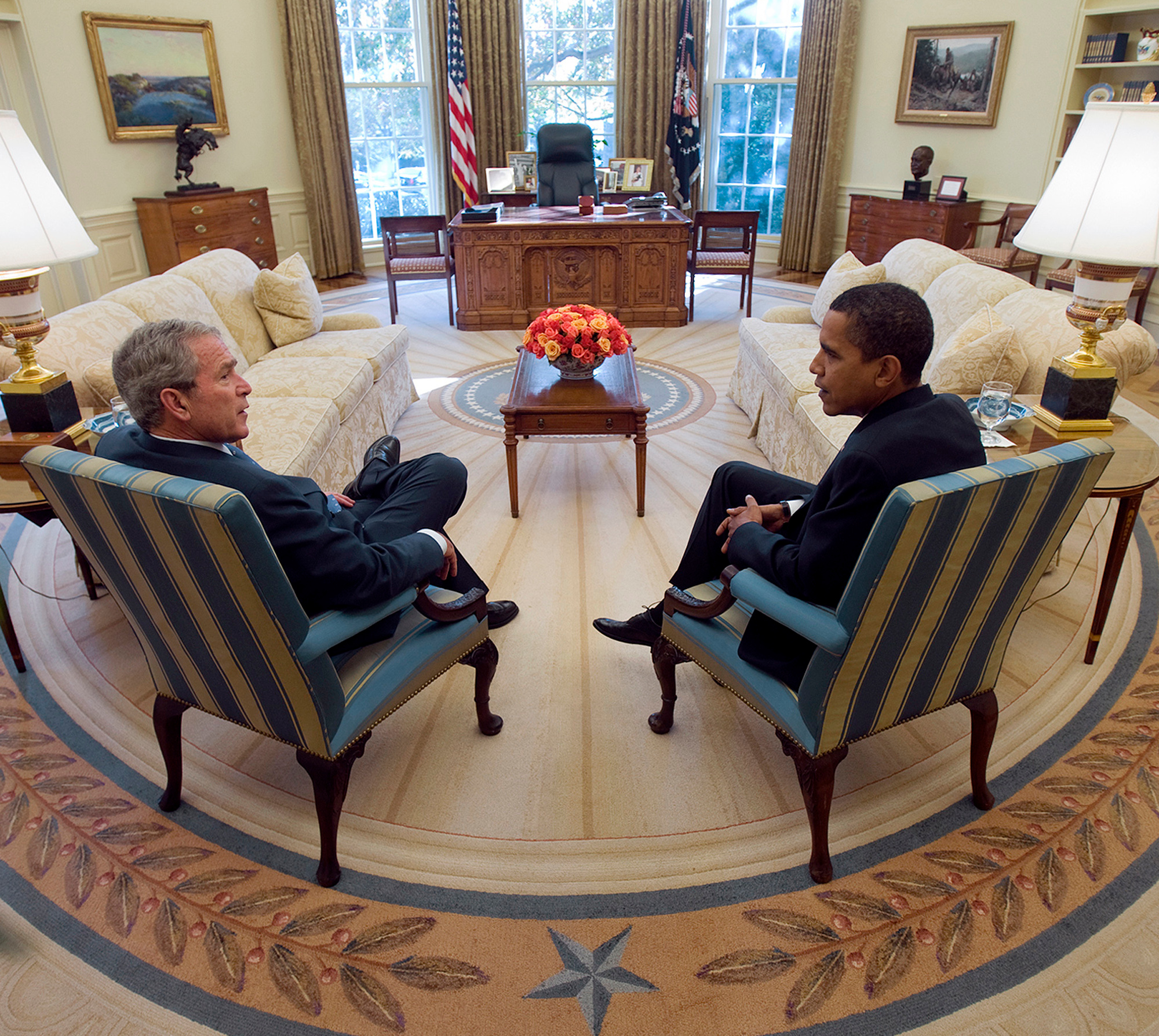
Rencontre entre le président en exercice George W. Bush et le président élu Barack Obama dans le bureau ovale le 10 novembre 2008.

Conformément à ses promesses de dépasser le clivage bipartite, Obama maintient à la Défense son titulaire nommé par George W. Bush en 2006, Robert Gates, un proche des républicains et de la famille Bush en particulier ; il rencontre aussi à deux reprises son adversaire malheureux John McCain à la mi-novembre 2008 et le 19 janvier 2009, lors d'un bal rendu en l'honneur de l'ancien vétéran du Viêt Nam. Il nomme également deux autres hommes proches des républicains dans son gouvernement, Ray LaHood (ancien représentant républicain) comme secrétaire au transport et le général James L. Jones, proche de John McCain, comme conseiller à la sécurité nationale.
Le président Bush ayant souhaité que cette transition se passe au mieux, Obama bénéficie rapidement d'un accès aux informations classées secret défense et reçoit les mêmes rapports de sécurité que le président toujours en exercice, par la CIA et le FBI.
Avançant qu'il ne peut y avoir qu'un président des États-Unis en exercice à la fois, Barack Obama fait le choix discuté de rester globalement silencieux en décembre 2008 et janvier 2009 lors de l'offensive israélienne contre le Hamas à Gaza. Celle-ci se ralentit très sensiblement quelques jours avant son investiture.

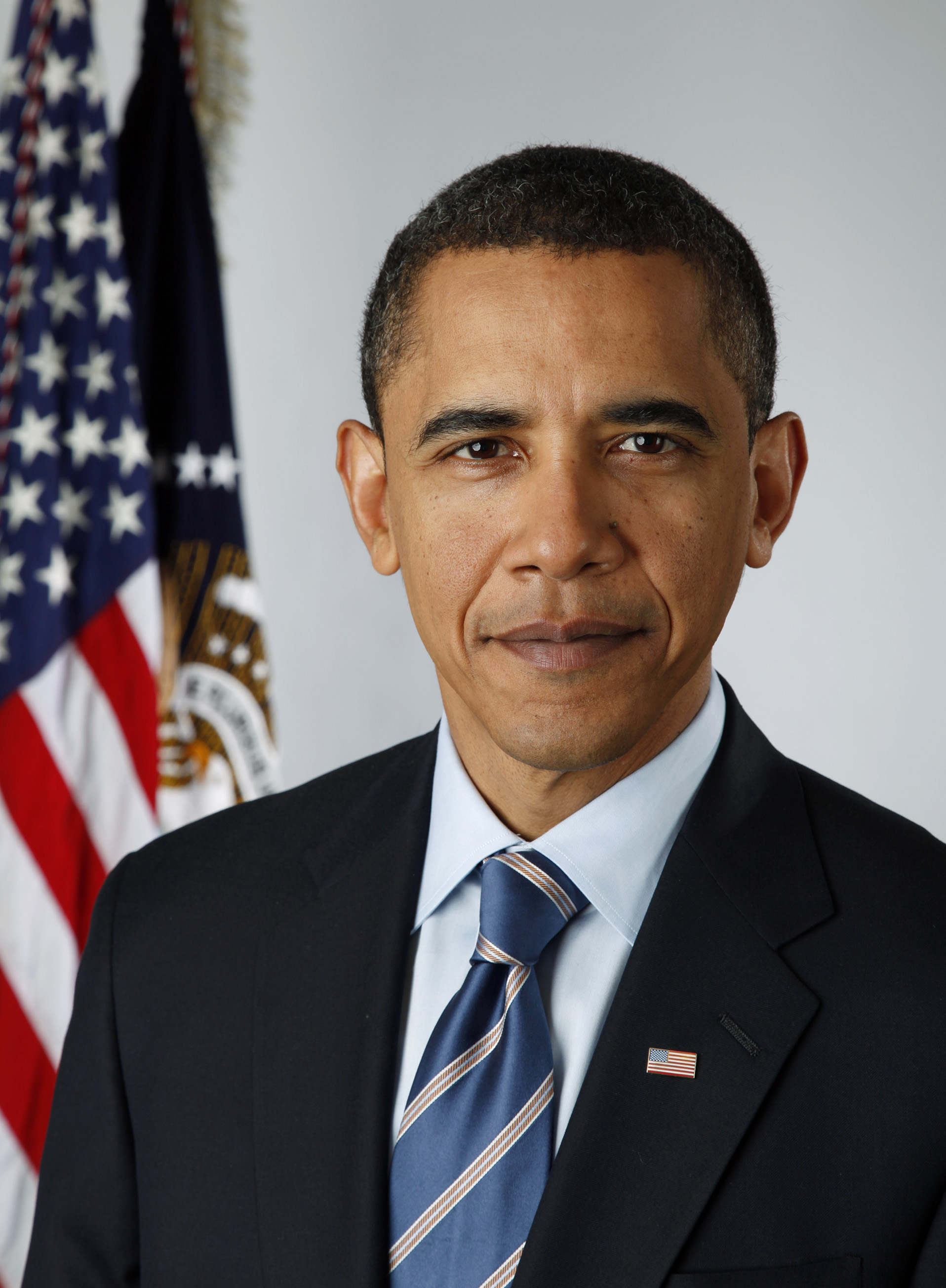
Premier portrait officiel de Barack Obama comme Président des États-Unis (2009).

Obama bénéficie d'une sécurité renforcée, très proche de celle du président en exercice. Elle est assurée par le Secret Service, l'agence fédérale chargée de la protection du président, du vice-président et de diverses personnalités. Il circule ainsi en convoi blindé et sa maison de Hyde Park ainsi que le bâtiment fédéral de Chicago lui servant de quartier général pendant cette période de transition sont étroitement surveillés. Le président-élu ne déménage à Washington que début janvier 2009.
Lors des campagnes électorales, les principaux candidats à l'élection présidentielle américaine bénéficient d'une protection du Secret Service pendant les 120 jours précédant le scrutin, depuis la décision du président Lyndon B. Johnson prise à la suite de l'assassinat du candidat pressenti du Parti démocrate, Robert Kennedy, en 1968, en pleine campagne électorale. Le candidat Obama fut le premier, en mai 2007, à en bénéficier du fait du risque d'attentats par des suprémacistes blancs. Cette protection fut, comme pour le candidat républicain, renforcée après leur désignation respective comme candidat de leur parti.

### Président des États-Unis (2009-2017)

#### Premier mandat présidentiel

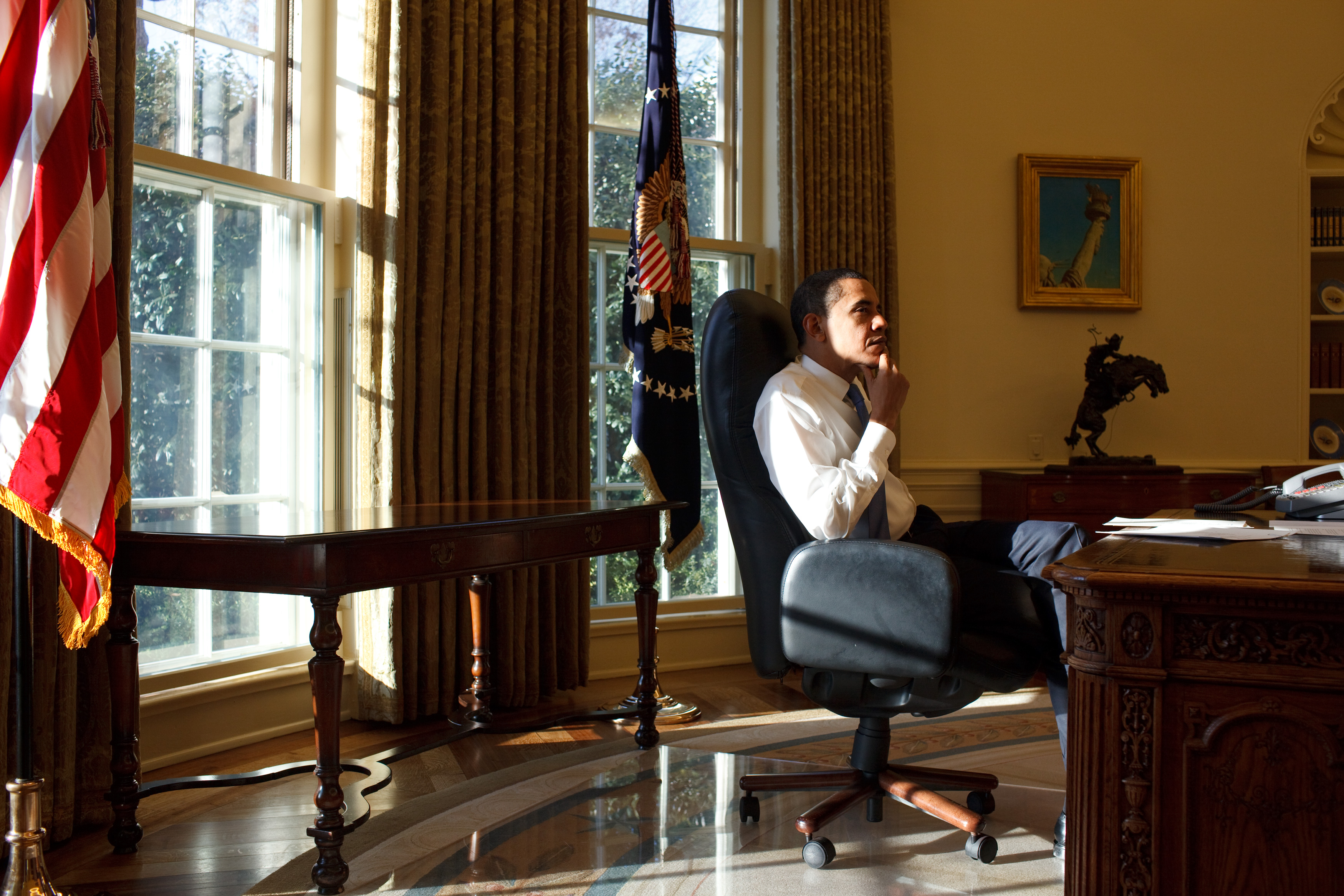
Barack Obama dans le Bureau ovale, le premier jour de sa présidence.

Le 20 janvier 2009 à 12 h 07, Barack Obama prête serment au Capitole de Washington, D.C., devant une foule sans précédent estimée à plus de 2 millions de personnes, et sous les yeux de plusieurs centaines de millions de téléspectateurs du monde entier. Il est ainsi officiellement investi comme 44e président, dans une atmosphère de ferveur nationale et internationale peu habituelle (près de 8 Américains sur 10 lui accordent alors leur confiance face à la crise). Symboliquement, le premier président métis afro-américain réutilise la Bible qui avait servi en 1861 pour l'investiture d'Abraham Lincoln. Dans les jours précédents, il avait refait en train le trajet de Philadelphie à Washington accompli par ce dernier cette année-là, et s'était adressé à la foule depuis le Lincoln Memorial.
En signe d'unité nationale, Barack Obama choisit un évêque épiscopalien gay pour dire la prière d'ouverture des festivités de son investiture, un pasteur évangélique anti-avortement pour la prière d'ouverture de la cérémonie, et un célèbre vétéran du mouvement des droits civiques, ancien compagnon de Martin Luther King, pour la prière de clôture. Le discours d'investiture du nouveau président insiste sur « le triomphe de l'espérance sur la peur », sur le « refus du choix entre nos idéaux et notre sécurité » et sur le dialogue international, sans cacher aux Américains les difficultés qui les attendent.
Le président de la Cour suprême John G. Roberts, Jr. ayant mal placé un adverbe en récitant la formule constitutionnelle (« […] that I will execute the Office of President to the United States faithfully » au lieu de « […] that I will faithfully execute the Office of President of the United States »), et fait ainsi hésiter le nouveau président, la prestation de serment est refaite en privé le lendemain 21 janvier à la Maison-Blanche afin d'éviter toute contestation juridique éventuelle.

Barack Obama est considéré comme un homme politique pragmatique, adepte du compromis pour faire avancer ses idées et ses projets et capable de rassembler diverses catégories de l'électorat, même si ses votes au Congrès ont pu le classer à la gauche du parti. Son discours sur l'état de l'Union de janvier 2010, venant peu de temps après avoir perdu la super majorité au Sénat avec l'élection du successeur de Ted Kennedy au Massachusetts, a mis l'accent sur la nécessité de réformer la finance mondiale, à la suite de la crise financière de 2008, et appelle les démocrates et républicains à voter une loi afin de contrecarrer l'arrêt de la Cour suprême, Citizens United v. Federal Election Commission, du 21 janvier 2010, qui étend les possibilités de financement électoral par les entreprises (nationales et étrangères). La perte de la majorité au Sénat hypothèque la réforme du système de protection sociale. Obama est aussi adepte d'une large ouverture de l'information (non classifiée) détenue par les administrations et les Agences gouvernementales, vers le public, ainsi que d'une approche participative et collaborative, ce qu'il a traduit, dès son premier jour de travail à la Maison-Blanche par l'Open Government Initiative.

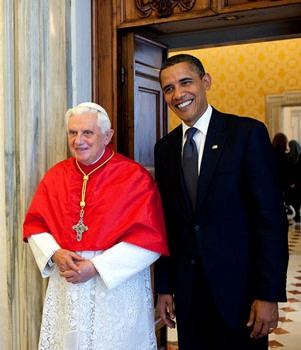
Barack Obama rencontre le pape Benoît XVI le 10 juillet 2009 au Vatican.

Barack Obama est présenté comme un adepte du multilatéralisme, partisan de la realpolitik, et prend pour modèle James Baker, saluant la politique étrangère américaine menée sous la présidence de George H. W. Bush pendant la Première Guerre du Golfe en 1991 et lors de la chute du mur de Berlin en 1989. Sa politique étrangère est mise en œuvre par sa secrétaire d'État, Hillary Clinton. S'il veut être plus ferme à l'égard du programme nucléaire de la Corée du Nord, ses principales propositions sont un retrait en 16 mois des troupes américaines (combattantes) d'Irak, qui commencerait dès sa prise de fonction, et le commencement d'un dialogue « sans préconditions » avec l'Iran. Il affirme cependant après son élection qu'il considère le programme nucléaire iranien comme « inacceptable ». Cette déclaration a été critiquée par le président du Parlement iranien, Ali Larijani.
Concernant les relations avec Israël et avec les Palestiniens, après avoir été ambivalent, il prononçait, le 4 juin 2008 à la conférence de la coterie pro-israélienne Aipac (American Israel Public Affairs Committee) un discours dans lequel il apportait son soutien au statut de Jérusalem en tant que capitale indivisible de l'État d'Israël,. Les observateurs notent néanmoins que les relations entre Barack Obama et les dirigeants israéliens, en particulier Benyamin Netanyahou, sont moins chaleureuses que celles entretenues par ses prédécesseurs.
Le 10 juillet 2009, il rencontre au Vatican le pape Benoît XVI, en marge du sommet du G8. Le président Obama s'est notamment engagé auprès de lui à tenter de réduire le nombre d'avortements.

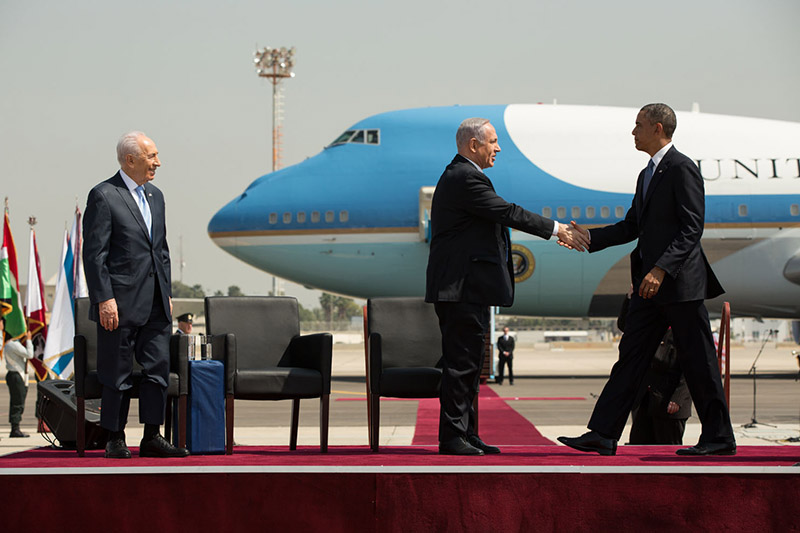
Peres, Netanyahou et Obama à Tel-Aviv, en 2013.

Le 1er mai 2011, à approximativement 23 h 20 (heure de l'Est), il annonce la mort, par les forces spéciales des États-Unis, du dirigeant principal du réseau jihadiste Al-Qaïda, Oussama ben Laden, considéré comme le commanditaire des attentats du 11 septembre 2001. Cette annonce suscite des scènes de liesse aux États-Unis, et de nombreuses réactions positives à travers le monde. Dans les heures d'extrême tension précédant un assaut tenu secret et à l'issue incertaine, il effectuait lors du dîner des correspondants de la Maison-Blanche, un mémorable exercice de style où il déployait tout son humour.

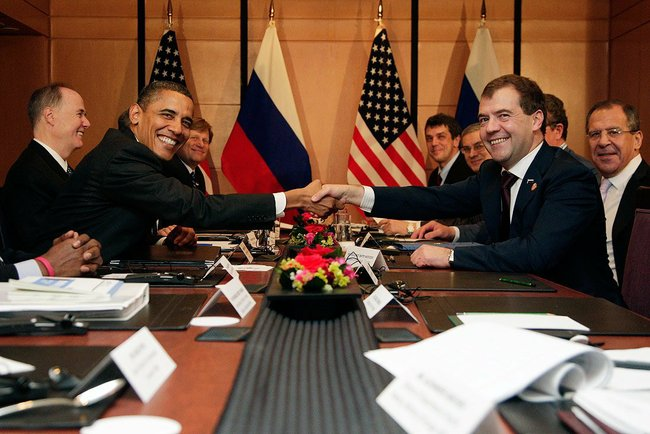
Obama et le président russe Dmitri Medvedev, le 14 novembre 2010.

Au cours de la Première guerre civile libyenne, il apporte son soutien aux rebelles du Conseil national de transition et adhère à l'intervention militaire placée sous l'égide de l'Organisation des Nations unies (ONU) : il s’agit de l'opération Odyssey Dawn, qui participe au renversement de Mouammar Kadhafi. En 2016, il juge que le manque de suivi après cette opération militaire a été « la pire erreur de sa présidence », reconnaissant que Washington a une part de responsabilité dans le « chaos » libyen,.
Dans le cadre de la guerre civile syrienne, il semble d'abord s'engager dans un processus débouchant sur une intervention militaire aérienne au cas où le régime de Bachar el-Assad franchirait la « ligne rouge » qu'il définit en 2012, à savoir l'emploi d'armes chimiques contre la population civile des zones rebelles. À la grande surprise de ses alliés, essentiellement de la France qui avait déjà annoncé des frappes conjointes à la suite des attaques au gaz sarin du 21 août 2013 qui font entre 1 000 et 2 000 victimes, il suspend puis annule le 31 août les opérations de représailles prévues. Barack Obama se dit « très fier » de cette décision par laquelle il souhaite marquer une rupture avec la tradition interventionniste américaine, et se référer à la communauté internationale pour ce genre d'intervention ; elle est toutefois vécue comme une véritable trahison par François Hollande et considérée comme un abandon de la Syrie à Vladimir Poutine par les critiques de la stratégie du président des États-Unis.
Il a prononcé à l'université al-Azhar du Caire le 4 juin 2009 un discours considéré comme présentant un changement de cap majeur en matière de relations internationales entre les États-Unis et les musulmans. Cette université est le centre le plus important du monde arabe pour la formation des oulémas. Au cours de ce discours, en présence de Frères musulmans invités d'honneur contre l'avis d'Hosni Moubarak, le président Obama a attribué à l'islam quasiment toutes les inventions majeures de l'histoire de l'humanité, présentant aussi les États-Unis comme « un grand pays musulman ». Il s'est également prononcé en faveur de la non-réglementation du port du voile : « Il est important pour les pays occidentaux d'éviter de gêner les citoyens musulmans de pratiquer leur religion comme ils le souhaitent, et par exemple en dictant les vêtements qu'une femme doit porter » et d'ajouter : « On ne doit pas dissimuler l'hostilité envers une religion devant le faux-semblant du libéralisme ». Cette critique envers un pays occidental vise selon de nombreux observateurs la France et sa politique de laïcité,.

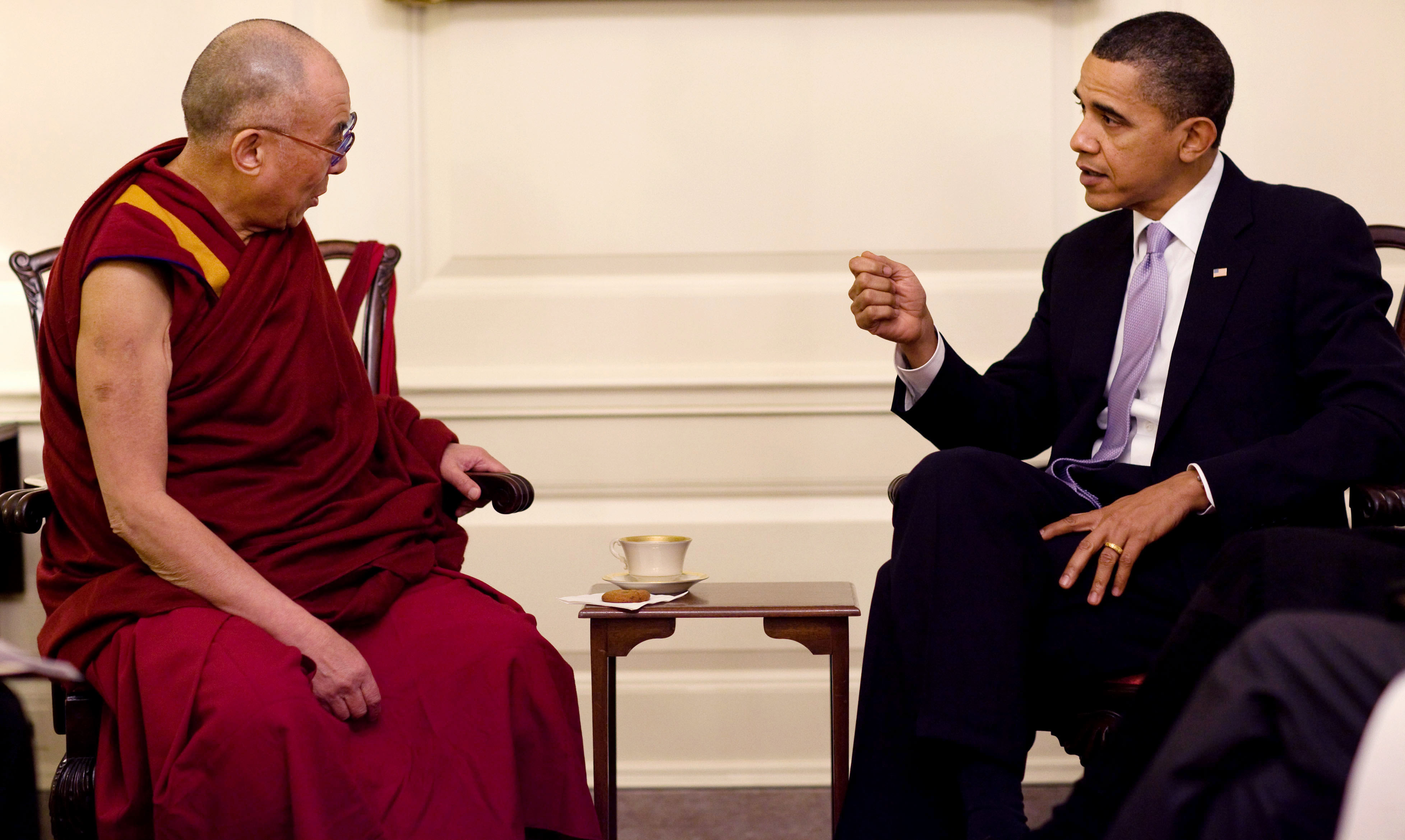
Le 18 février 2010, Barack Obama rencontre le dalaï-lama dans la Map Room à la Maison-Blanche.

En octobre 2010, concernant l'attribution du prix Nobel de la paix au Chinois Liu Xiaobo, il déclare :
« Le comité Nobel a choisi un porte-parole éloquent et courageux de la cause des valeurs universelles… Au cours des trente dernières années, la Chine a accompli des progrès spectaculaires… Cette récompense nous rappelle que la réforme politique n'a pas suivi le même rythme et que les droits humains doivent être respectés. »
En janvier 2011, recevant Hu Jintao en visite d'État, Barack Obama aborde la question des droits de l'homme et suggère le dialogue entre la Chine et le dalaï-lama.
En 2013, John Camille Pecastaing, professeur à l'université Johns-Hopkins, juge que « la politique étrangère des États-Unis sous Obama est devenue minimaliste et réactive. Elle se résume à l'emploi de drones tueurs dans la lutte antiterroriste ». L'historien Perry Anderson souligne également combien « les assassinats exécutés par des drones, qui avaient commencé sous son prédécesseur, [sont devenus] la marque de fabrique du prix Nobel de la paix » et rappelle que durant son premier mandat, « Obama a ordonné un assassinat de ce type tous les quatre jours — un rythme plus de dix fois plus élevé que sous la présidence Bush ».
L'ancien astronaute Charles F. Bolden est nommé administrateur de la NASA en juillet 2009 et le programme Constellation est annulé. À la place, l'administration Obama souhaite confier au secteur privé le transport des astronautes vers la Station spatiale internationale. Après une valse-hésitation, le programme de véhicule habité Orion est rétabli, et un objectif à long terme d'exploration habitée des astéroïdes et finalement de Mars est donné à la NASA, en utilisant un nouveau lanceur géant, le Space Launch System. La première mission d'Orion est prévue en 2014.
À l'instar de Bill Clinton, Barack Obama radicalisa sa position au fur et à mesure de son ascension politique. Lorsqu'il était sénateur dans l'Illinois, Obama a fait voter une loi qui rend obligatoire pour la police de filmer les interrogatoires des accusés encourant la peine de mort, sous peine de voir les aveux non-filmés annulés. Lorsqu'il fut candidat pour devenir sénateur fédéral de l'Illinois, Obama déclara à la télévision que la peine de mort était utilisée « trop fréquemment et inconsciemment » et rappela que « treize condamnés à mort ont été libérés en Illinois pour cause d'innocence ». Il conclut en déclarant que même s'il approuvait la peine de mort lorsque « la communauté est fondée à exprimer la pleine mesure de son indignation », il fallait réduire le nombre de crimes capitaux. Durant la campagne présidentielle, Obama déclara également que Ben Laden justifiait le recours à la peine de mort. Enfin, il condamna, le jour-même où elle fut rendue, une décision de la Cour suprême qui déclarait la peine de mort anticonstitutionnelle pour les personnes condamnées pour viol sur mineur sans homicide (John McCain venait de faire la même chose dans la matinée). Une fois élu, Obama nomma Eric Holder, personnellement opposé à la peine de mort, comme procureur général (poste crucial dans le fonctionnement de la peine de mort fédérale). Lors de son audition, Holder déclara qu'il appliquerait « la loi faite par le Congrès ». C'est avec son autorisation que la peine de mort fut ainsi requise devant une cour fédérale dès sa prise de fonction en janvier 2009.
Il se déclare également en faveur du 2e amendement sur le droit de posséder des armes à feu, mais reconnaît l'utilité des « lois de bon sens pour empêcher les armes de tomber dans les mains d'enfants ou de membres de gangs ».

Barack Obama est favorable au droit à l'avortement ; il s'est d'abord déclaré partisan des contrats d'union civile entre personnes de même sexe (lors de sa campagne de 2008, il est ainsi opposé au mariage homosexuel) puis a souhaité la généralisation de l'extension des droits et avantages matrimoniaux aux homosexuels jusqu'au mariage, tant au niveau de chaque État qu'au niveau fédéral. Enfin, en mai 2012, il devient, lors d'une annonce officielle très médiatique, le premier Président américain à se déclarer en faveur du mariage entre personnes de même sexe. Le mariage homosexuel est finalement autorisé sous son mandat, lors d'une décision de la Cour suprême le 26 juin 2015.
S'il est favorable au renforcement des contrôles à la frontière mexicaine, il défend une régularisation des immigrés clandestins déjà présents auxquels il envisage l'octroi du permis de conduire. 
Le 20 novembre 2014, dans une allocution télévisée de la Maison-Blanche, Barack Obama annonce une « action différée » permettant à environ 45 % d'immigrants illégaux de rester aux États-Unis. Jusqu'à 3,7 millions d'individus de parents sans papiers, ou qui ont résidé légalement dans le pays depuis au moins cinq ans, sont éligibles au statut DACA, qui leur permet l'éligibilité à un permis de travail aux États-Unis.
Les expulsions de migrants ont fortement augmenté sous la présidence de Barack Obama. Entre 2009 et 2016, trois millions de personnes ont été expulsées vers le Mexique, ce qui vaut au président le surnom d'« expulseur en chef » auprès des détracteurs de cette politique.

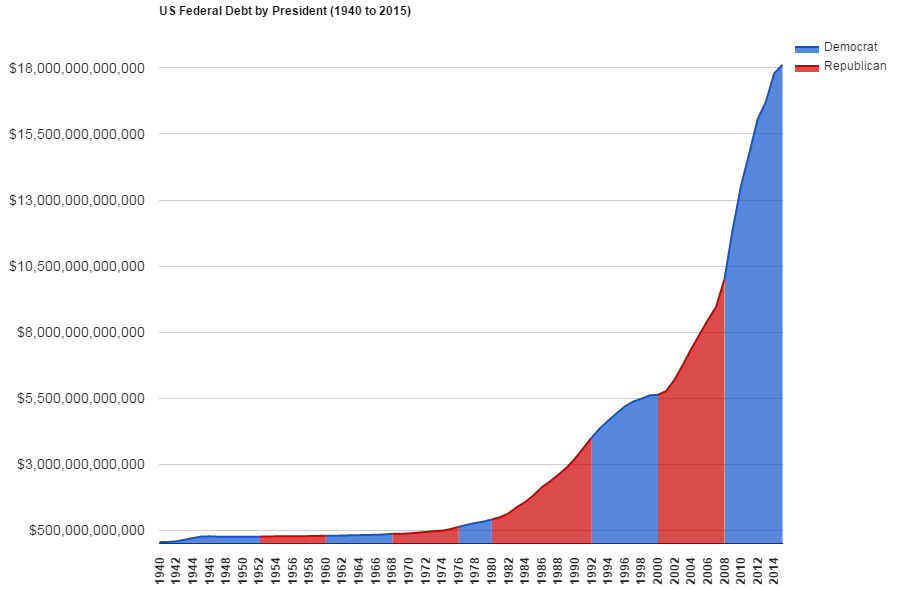
Dette publique des États-Unis entre 1940 et 2014.

Sur le plan économique, la présidence Obama est avant tout marquée par le plan de relance de près de 800 milliards de dollars lancé par l'American Recovery and Reinvestment Act de 2009, visant à faire face à la crise des subprimes.

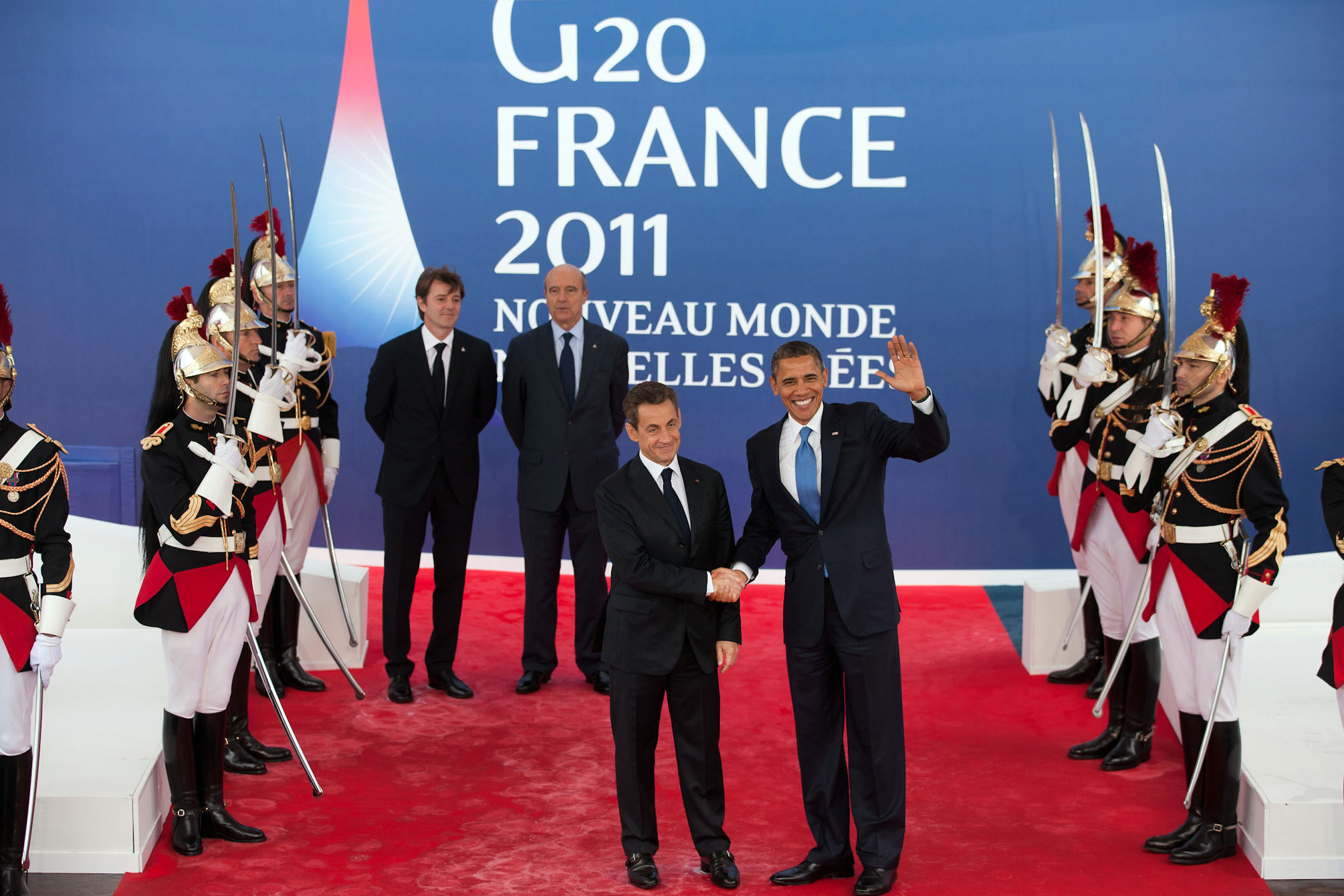
Nicolas Sarkozy accueillant Barack Obama lors du sommet du G20 à Cannes, le 3 novembre 2011.

Lors de sa campagne électorale de 2008, Obama propose de mettre en place une importante réforme du système de santé américain permettant la création, au niveau fédéral, d'une « assurance santé universelle », sans pour autant imposer une couverture santé obligatoire à l'exception des enfants. C'est alors un de ses projets phares de sa campagne. Néanmoins, une fois élu président, pour faire adopter son texte, Obama fut contraint à des concessions pour faire adopter son projet par le Congrès. Le 7 novembre 2009, soit presque 11 mois après son investiture et en dépit d'une majorité confortable à la Chambre des représentants, il obtint de justesse, par 220 voix contre 215, l'adoption d'un texte réformant le système de santé. Un seul républicain, Joseph Cao, avait alors voté pour la réforme. Le Sénat des États-Unis adopta également son propre texte le 24 décembre, après un long débat et de multiples amendements par 60 voix contre 40. Finalement, après maintes péripéties, le 21 mars 2010, en dépit de sondages d'opinion défavorables, d'une polarisation aggravée de la classe politique et des citoyens américains, d'une popularité présidentielle en berne symbolisée par la victoire d'un républicain dans le Massachusetts pour succéder à Ted Kennedy, en dépit enfin des réticences d'une partie des élus démocrates, le texte voté par le Sénat est adopté tel quel par la Chambre des représentants par 219 voix contre 212.
Qualifié d'historique, le texte, qui n'a reçu aucune voix de l'opposition (une première historique pour ce genre de législation), permet de garantir une couverture santé à 32 millions d'Américains qui en sont dépourvus. Il reste néanmoins bien en deçà des promesses électorales de Barack Obama car elle n'inclut pas, notamment, de régime public universel ni même d'assurance publique, et laissera 5 % des résidents américains (23 millions de personnes) sans aucune couverture maladie (contre 15 % avant la réforme).
En vertu du texte ainsi adopté, la plupart des Américains auront l'obligation de s'assurer avant 2014, sous peine de se voir infliger des pénalités. Des subventions seront accordées par le gouvernement fédéral pour aider les familles aux plus bas revenus à payer leurs cotisations (revenus inférieurs à 88 000 dollars par an). Les entreprises de plus de 50 salariés (PME et commerçants) qui ne fourniront pas de couverture devront également payer des pénalités. Par ailleurs, le texte interdit aux assurances de refuser de couvrir des personnes en raison de leurs antécédents médicaux. Les parents pourront également protéger leurs enfants jusqu'à l'âge de 26 ans. Néanmoins, pour parvenir à ses fins et faire adopter cette loi, Barack Obama annonce qu'il signera un décret garantissant que la réforme ne modifierait en rien les restrictions interdisant l'utilisation de fonds fédéraux pour des avortements, ce qu'il fait le 24 mars au lendemain de la promulgation de la loi. Plusieurs correctifs doivent encore être adoptés par une loi budgétaire par les deux chambres. La réforme devrait coûter 940 milliards de dollars (695 milliards d'euros) sur dix ans. Son financement devrait être assuré par des taxes sur les revenus élevés et la baisse des dépenses de soins.
Cela faisait près d'un siècle que le Congrès débattait de cette question de la santé. Le président républicain Theodore Roosevelt en parlait déjà dans son programme, mais il fut battu à l'élection présidentielle américaine de 1912 par le candidat démocrate Woodrow Wilson. En 1965, le président démocrate Lyndon B. Johnson avait promulgué le Medicare et le Medicaid, respectivement assurances pour les personnes âgées et pour les personnes pauvres, après avoir rallié à lui la moitié des voix républicaines du Congrès. Le président démocrate Bill Clinton tenta lui aussi de faire passer un projet ambitieux en 1993, mais échoua.
Dès la promulgation de la loi par Barack Obama le 23 mars 2009, les attorneys généraux (ministres de la Justice) de douze (puis quatorze) États américains déclareront mettre en œuvre une procédure judiciaire fédérale visant à contester la constitutionnalité de la nouvelle loi pour violation de la souveraineté des États alors que les législatures de 37 États entament des débats visant à adopter un statut dérogatoire pour ne pas avoir à appliquer la réforme. Puis, le 24 mars, après l'adoption au Sénat de deux amendements déposés par les républicains concernant des vices de procédure, la loi de conciliation, adoptée par la chambre des représentants pour appliquer la nouvelle loi et qui prévoit notamment une extension des subventions fédérales, une aide accrue de l'État au programme Medicaid, un élargissement de l'assiette de l'impôt et une réforme du programme des prêts aux étudiants, doit être renvoyée de nouveau à la chambre pour faire l'objet d'un nouveau vote, retardant ainsi la mise en œuvre du texte.
La loi de conciliation est à son tour adoptée par le Sénat le 25 mars 2010. La réforme devient alors l'un des thèmes principaux de la campagne électorale de mi-mandat de 2010, les républicains ayant promis de l'abroger ou de la modifier.
Lors de sa campagne électorale, Barack Obama a également préconisé une hausse du salaire minimum afin qu'il soit indexé sur l'inflation, des baisses d'impôts massives pour la classe moyenne (pour les personnes gagnant moins de 250 000 $ par an), le recours au crédit d'impôt pour aider les ménages les plus modestes, et a promis de renégocier le traité de libre-échange nord-américain (l'ALÉNA). Dans le contexte de la crise des subprimes et du poids des crédits, il déclarait vouloir protéger les citoyens américains contre les abus des prêts de toutes sortes et annonçait un plan de grands travaux publics sur dix ans, financés par le retrait des forces de combat d'Irak.
À la suite de son investiture, le président Barack Obama procéda à des annulations de programmes industriels jugés trop coûteux, non budgétés ou à l'ambition détournée de leur finalité : ce fut notamment le cas du programme Constellation (annulé le 1er février 2010) ou du projet de bouclier radar européen annulé le 18 septembre 2009 en vue d'obtenir l'appui du Kremlin sur la demande d'arrêt du programme nucléaire de l'Iran.
L'agence pour la protection de l'environnement, Environmental Protection Agency (EPA), peut, depuis mars 2009, réglementer toute activité économique produisant du dioxyde de carbone. Pour lutter contre le réchauffement climatique, Barack Obama propose d'augmenter le prix de l'électricité, d'investir dans les biocarburants, les énergies alternatives, et se déclare favorable à l'instauration d'un marché du CO2 obligeant les entreprises polluantes à racheter un « droit à polluer » auprès d'entreprises non polluantes. Des subventions sont distribuées aux entreprises spécialisées dans l'énergie éolienne et le photovoltaïque ; dans le même temps, la construction d'un oléoduc permettant d'acheminer du pétrole depuis l'Alberta au Canada a été interrompue à la demande de l'EPA, et la prospection du sous-sol des États-Unis a cessé depuis avril 2009. Comme son ancien adversaire républicain à l'élection présidentielle de 2008, John McCain, il est plutôt favorable également au développement de l'énergie nucléaire comme solution aux problèmes climatiques mais sa position sur le sujet est devenue ambivalente durant la campagne électorale. Le 1er juin 2009, le Secrétaire à l'Énergie Steven Chu a annoncé un fonds de 256 millions de dollars afin d'améliorer l'efficience énergétique des principales industries aux États-Unis.
Faute de majorité de 60 voix au Sénat, l'examen du projet de loi sur l'énergie, adopté par la Chambre des représentants en 2009, a été ajourné le 22 juillet 2010, ce qui rend son adoption peu probable. Ce recul, qui ne traduit pas en loi les engagements pris à Copenhague, fragilise la position de l'exécutif américain dans les négociations internationales à venir.

Le 9 octobre 2009, Barack Obama reçoit le prix Nobel de la paix, suscitant la surprise et une certaine incrédulité dans le monde, alors qu'il n'entame que son dixième mois de mandat présidentiel. Le comité du Nobel justifie sa décision en évoquant « les efforts extraordinaires du président des États-Unis en faveur du renforcement de la diplomatie internationale et de la coopération entre les peuples ». Cette décision est souvent qualifiée de politique et de partisane, récompensant plus des paroles et des bonnes intentions que des actes concrets,,,. Obama devient ainsi le quatrième président des États-Unis et le troisième en fonction à recevoir le prix après Woodrow Wilson, Theodore Roosevelt et Jimmy Carter.

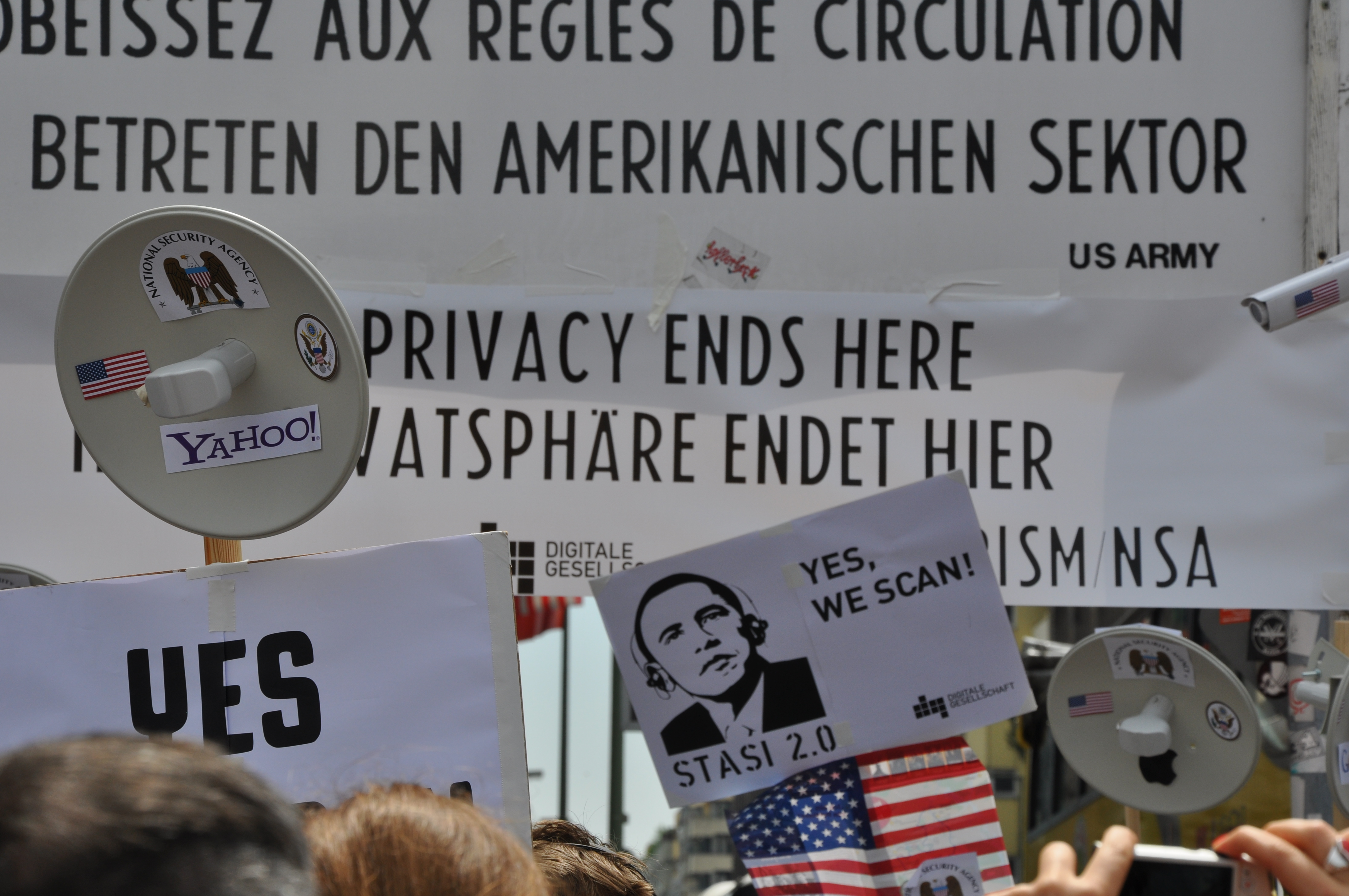
Protestation contre la surveillance de la NSA en Allemagne.

Dix jours avant de recevoir le prix Nobel, le président des États-Unis décide, avec l'accord du Sénat, l'envoi de 30 000 soldats américains pour poursuivre la guerre d'Afghanistan de 2001. Cela déclencha une forte controverse obligeant le « président de guerre », surnom qu'il a reçu et qu'il ne rejette pas, à aller chercher son prix Nobel en toute discrétion. Seuls 19 % des Américains pensent que leur président méritait le prix Nobel de la paix. De plus, l'administration de Barack Obama est celle ayant vendu le plus d'armement depuis la Seconde Guerre mondiale selon un rapport du Congrès américain.
Alors que pendant sa campagne électorale de 2008, il déclarait vouloir mettre fin à la guerre, le New York Times souligne qu'il est à la fin de son second mandat, en novembre 2016, le seul président des États-Unis à avoir accompli « deux mandats entiers à la tête d'un pays en guerre » sur différents théâtres d'opérations (Afghanistan, Pakistan, Somalie, Yémen, Syrie, Irak, Cameroun et Ouganda).

#### Élection présidentielle de 2012

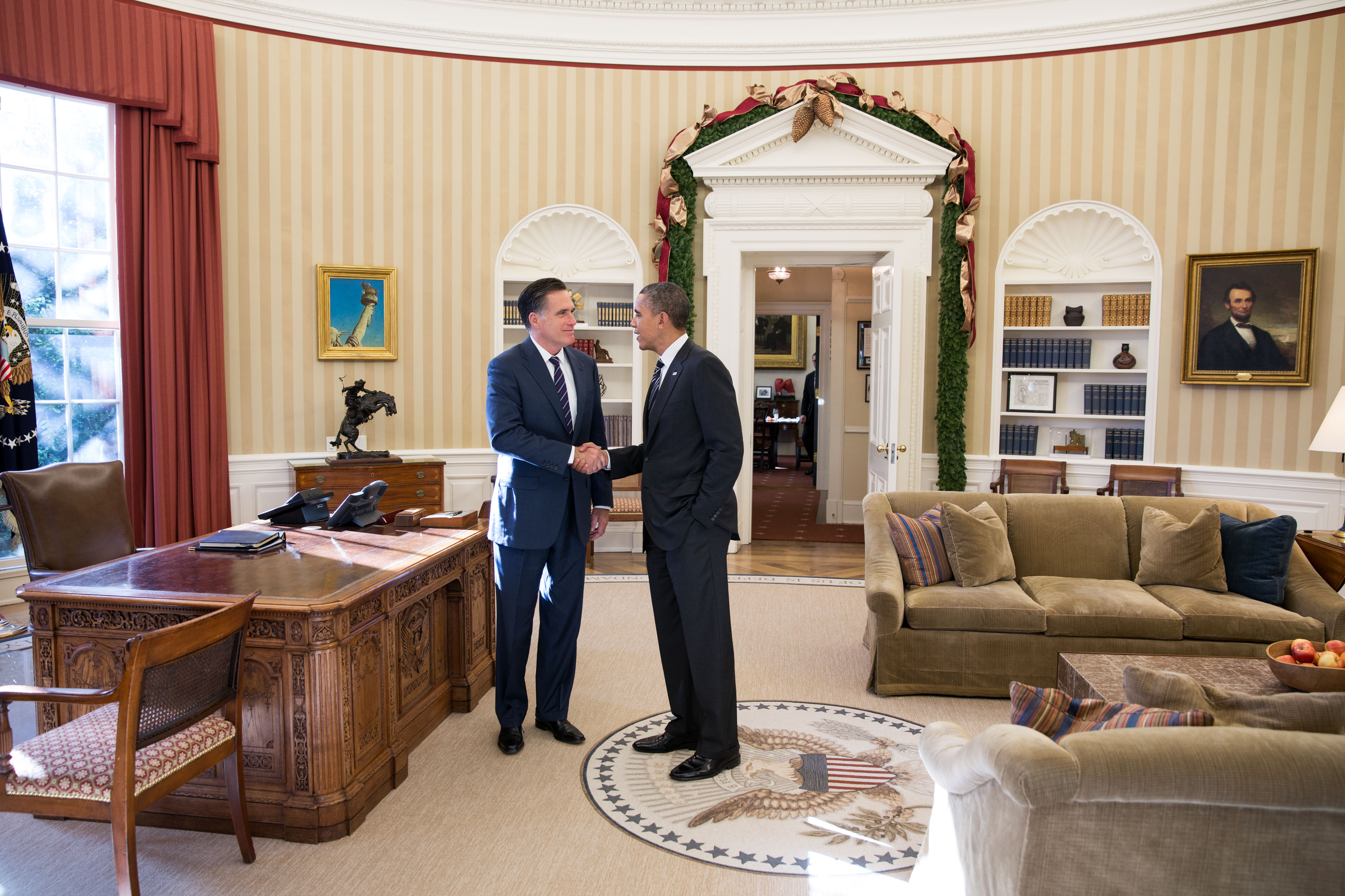
Obama recevant le 29 novembre 2012 à la Maison-Blanche le républicain Mitt Romney, adversaire défait lors de l'élection présidentielle.

Le 4 avril 2011, Barack Obama annonce qu’il se porte candidat pour un second mandat présidentiel dans une vidéo postée sur son site internet et intitulée « It Begins With Us » (« Cela commence avec nous »),,. En tant que président sortant, il n’a pas d’opposant pour les primaires du Parti démocrate. Le 3 avril 2012, il réunit les 2 778 délégués de son parti dont il a besoin pour être désigné et lors de la convention démocrate à Charlotte (Caroline du Nord), l'ancien président Bill Clinton nomme formellement Obama et Joe Biden candidats aux élections générales pour les postes de président et vice-président. Les républicains désignent de leur côté Mitt Romney lors de la convention républicaine qui se tient à Tampa, en Floride, le 28 août 2012 ; celui-ci choisit comme colistier Paul Ryan.
Au cours de la campagne, quatre débats télévisés sont organisés, les 3 octobre, 11 octobre (débat entre Biden et Ryan pour la vice-présidence), 16 octobre et 22 octobre,. Mitt Romney se révèle globalement meilleur que le président sortant lors du premier débat et la campagne d'Obama est considérée comme manquant de souffle, si bien que plusieurs sondages indiquent une possible victoire de son adversaire républicain. Mais, fin octobre, l'ouragan Sandy marque un coup d'arrêt à l'ascension de Romney et permet à Obama de mettre en avant son rôle de chef de l'État.
Le mardi 6 novembre 2012, jour de l'élection nationale, Obama obtient 332 grands électeurs, dépassant les 270 nécessaires à sa réélection,,. Avec 51 % du vote populaire, il devient le premier président depuis Franklin D. Roosevelt à remporter deux élections consécutives avec la majorité au niveau national, ayant obtenu 61 % des voix des grands électeurs (332 contre 206 pour son rival), 51 % des 129 millions de suffrages exprimés (pour environ 200 millions d'inscrits sur 300 millions d'habitants aux États-Unis) — soit une avance d'environ 4,7 millions de voix sur son adversaire — et remportant 26 États contre 24 à Mitt Romney. Obama perd néanmoins 3 583 000 voix et 2 points de pourcentage par rapport à 2008, et l'emporte en obtenant une large majorité chez les jeunes, les femmes et les minorités,,.
Au soir de sa victoire, il s’adresse à ses partisans à Chicago et déclare : « Aujourd’hui, vous avez voté pour l’action, pas pour la politique. Vous nous avez élus pour que nous nous concentrions sur vos emplois, pas sur les nôtres. Et ces prochaines semaines et mois, j’escompte bien parvenir à travailler avec les leaders des deux partis ». Barack Obama est officiellement investi pour un second mandat en prêtant serment d'abord à la Maison-Blanche, le 20 janvier 2013, puis au pied du Capitole en public, le 21 janvier.

#### Second mandat présidentiel

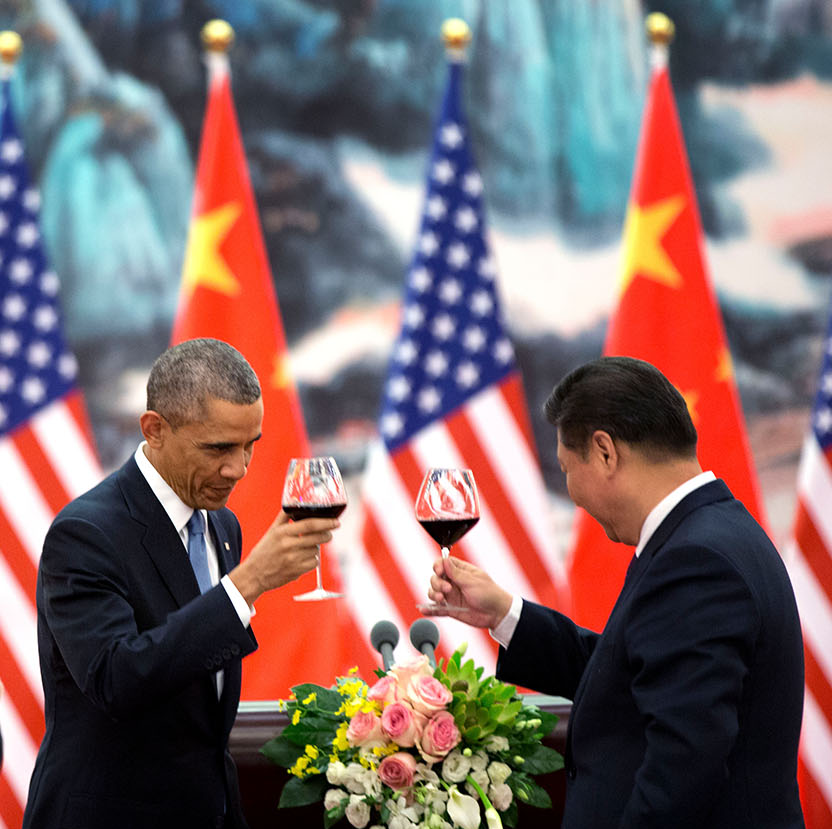
Barack Obama et Xi Jinping, à Pékin, en 2014.

La première année du second mandat d'Obama est marquée par une série de polémiques qui affectent son image et son autorité : le drame de Benghazi, l'échec de la loi sur le contrôle des armes à feu — qu'il déclara être son plus grand regret de la présidence, —, les écoutes de la National Security Agency (NSA), l'usage excessif de drones tueurs contre des suspects islamistes dans le monde, ses hésitations sur la question de l'intervention militaire en Syrie,. Si le président dénonce l'« obstructionnisme » systématique des élus républicains, décidés à discréditer la mise en place de sa réforme du système de santé ainsi que la légalisation massives d'immigrés clandestins latino-américains, ceux-ci critiquent l'attitude de leurs collègues démocrates ainsi que l'autoritarisme et la distance du chef de l'État. Afin d'inverser la tendance, Obama annonce plusieurs réformes en faveur de la classe moyenne, appelées « Grand Bargain (en) » et inspiré du New Deal de Roosevelt, comme la réduction des taxes professionnelle et d'incitation à l'embauche ; pour ce faire, il multiplie les déplacements dans les États du pays, mais avec un succès mitigé. Il doit faire face à la défiance de sa propre majorité, de nombreux démocrates ayant notamment soutenu un texte déposé à la Chambre des représentants pour limiter les prérogatives de la NSA et s'étant opposé à la nomination de l'économiste Lawrence Summers à la tête de la Réserve fédérale des États-Unis, à laquelle le chef de l'État a dû renoncer.
Le blocage des représentants du Parti républicain sur le budget fédéral des États-Unis, dont ils veulent obtenir l'abandon du Patient Protection and Affordable Care Act, fait que, pour la 18e fois de son histoire et la première fois depuis 1996,, l'administration fédérale américaine doit recourir à un lock-out (« shutdown ») le 1er octobre 2013. Le 17 octobre, un accord est finalement trouvé entre les démocrates et les républicains qui met fin au shutdown tout en relevant le plafond de la dette. L'Obamacare n'a donc pas été modifiée. Mais l'accord ne porte que jusqu'au 15 janvier 2014 pour le budget fédéral, et au 7 février pour l'autorisation donnée au Trésor d'emprunter sur les marchés (plafond de la dette). En décembre 2013, l'administration Obama rétropédale finalement sur sa réforme de la santé à cause de nombreux dysfonctionnements, repoussant pour des millions d'Américains d'un an l'obligation de souscrire à une police d'assurance maladie.

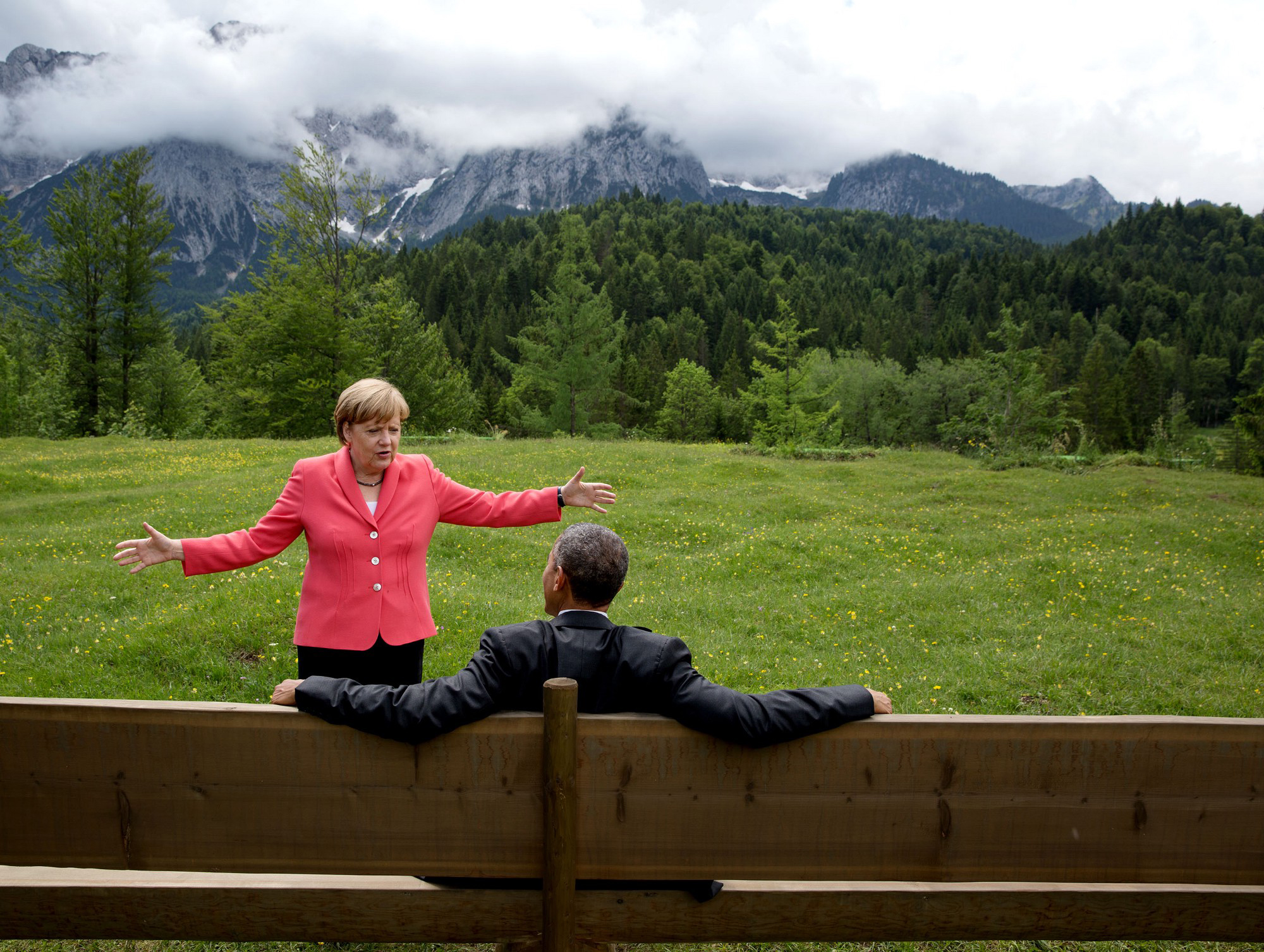
Obama avec Merkel au sommet du G7 de 2015, en Bavière.

Souhaitant en début de son mandat reprendre (reset) les relations russo-américaines et rallier Moscou à la cause anti-chinoise, Obama doit néanmoins composer avec le Congrès et les agences fédérales (CIA, Pentagone) partisans d'un endiguement de la Russie et d'un contrôle direct sur les États voisins (pays baltes, Ukraine, Géorgie) par le biais de l'OTAN. L'affaire Snowden et la révolution ukrainienne de 2014 enveniment ces relations, la Russie accusant les agences américaines d'avoir joué un rôle déclencheur dans ces événements. Quand les régions de l'Est du pays se révoltent contre le pouvoir central, Vladimir Poutine est accusé d'encourager un soulèvement pro-russe, ce qui conduit Barack Obama à initier sa politique de sanctions économiques imposées à la Russie, alors que la première crise diplomatique entre l'Ukraine et la Russie à propos de la Crimée remonte au 5 mai 1992, soit immédiatement après la dislocation de l'URSS en décembre 1991, et sept ans avant son premier mandat à la tête de la fédération de Russie en 1999. Cette crise permet surtout de relancer l'OTAN.

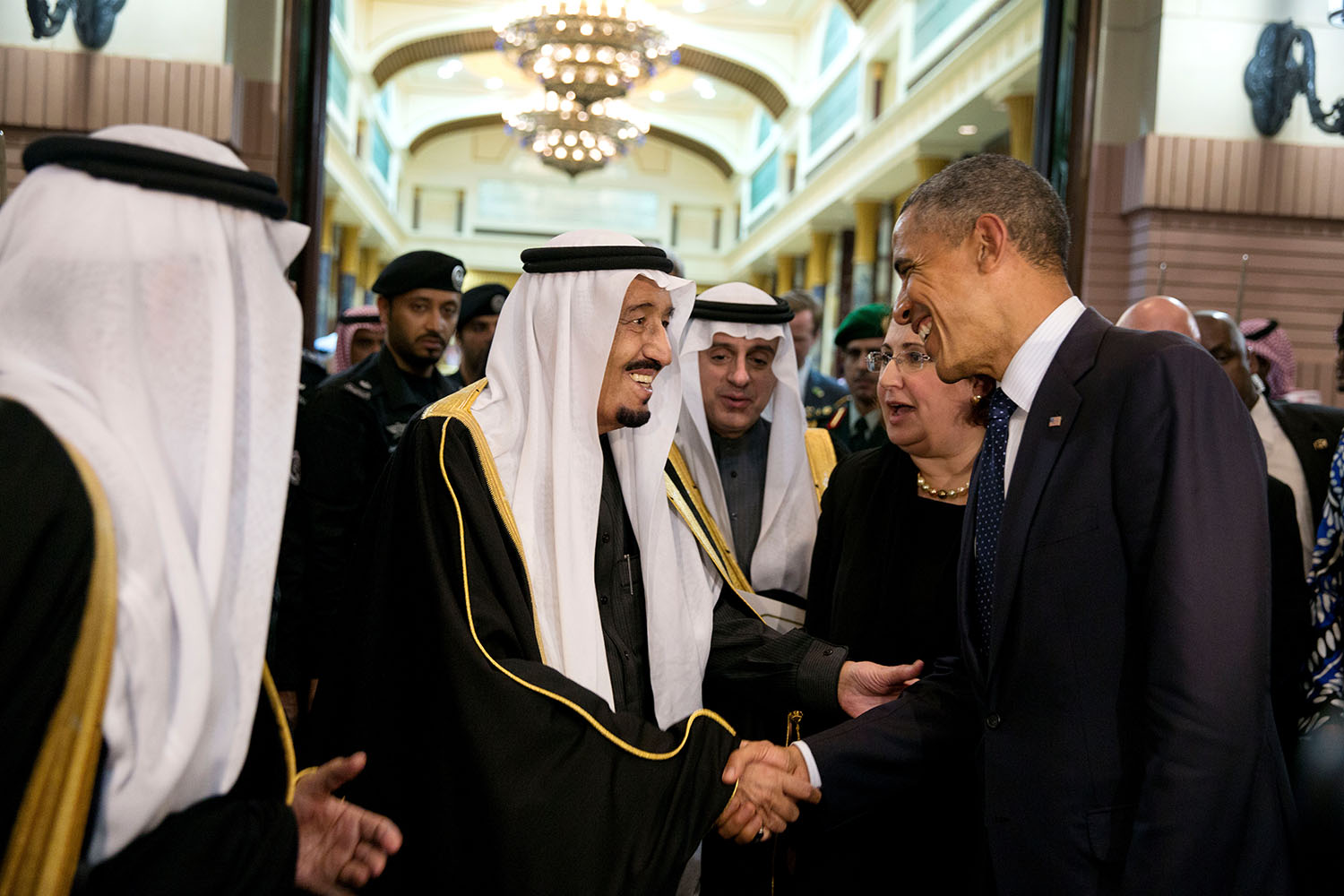
Obama et le roi d'Arabie saoudite Salmane, à Ryad, en 2015.

Malgré ce nouveau foyer de tension, le président des États-Unis reste pourtant décidé à poursuivre son « pivot diplomatique » vers l'Asie, mais doit rassurer ses alliés (Japon, Corée du Sud), en proie eux aussi à des conflits territoriaux, mais avec la Chine. Sheila Smith, experte au Conseil pour les relations extérieures, note que « l'administration Obama a beau dire qu'il n'y a pas d'équation possible entre la Crimée et les îles Senkaku, chaque allié est très sensible sur la question de la fermeté américaine ». Il parvient en juillet 2015 à conclure de manière positive les négociations avec l'Iran. Cet accord endommage les relations avec Israël déjà perturbées par les liens tendus entre Benyamin Netanyahou et Obama et celles avec l'Arabie saoudite qui, du fait de l'autosuffisance énergétique rendue possible par les hydrocarbures non conventionnels, perd son rôle d'interlocuteur privilégié des États-Unis dans la région. À la suite de la crise migratoire subie par l'Europe en 2015, il annonce que les États-Unis accorderont l'asile à 10 000 Syriens pour soulager les pays submergés, tels que la Hongrie ou la Croatie. En 2016, il exprime nettement son opposition au Brexit mettant en avant les conséquences sécuritaires et les effets négatifs pour le partenariat transatlantique de commerce et d'investissement.
Après la fusillade de l'Umpqua Community College, dans l'Oregon, en septembre 2015, Obama renforce sa position en faveur d'une législation pour un meilleur contrôle des armes. Début 2016, grâce à l'économie forte retrouvée par les États-Unis, au taux de chômage proche du plein emploi, à la validation de son système de sécurité sociale visant à protéger les Américains contre les coûts des soins hospitaliers, à la légalisation du mariage homosexuel sur l'ensemble du territoire américain (rendu Obergefell v. Hodges de la Cour suprême des États-Unis) ainsi qu'à l'obtention du pouvoir de négocier sa loi sur le libre-échange avec le reste du monde, Barack Obama retrouve une forte popularité aux États-Unis,. À partir de juillet 2016, son niveau de popularité dépasse les 51 % d'opinions favorables, jusqu'à 60 % durant les derniers jours de son mandat.

### Après la Maison-Blanche

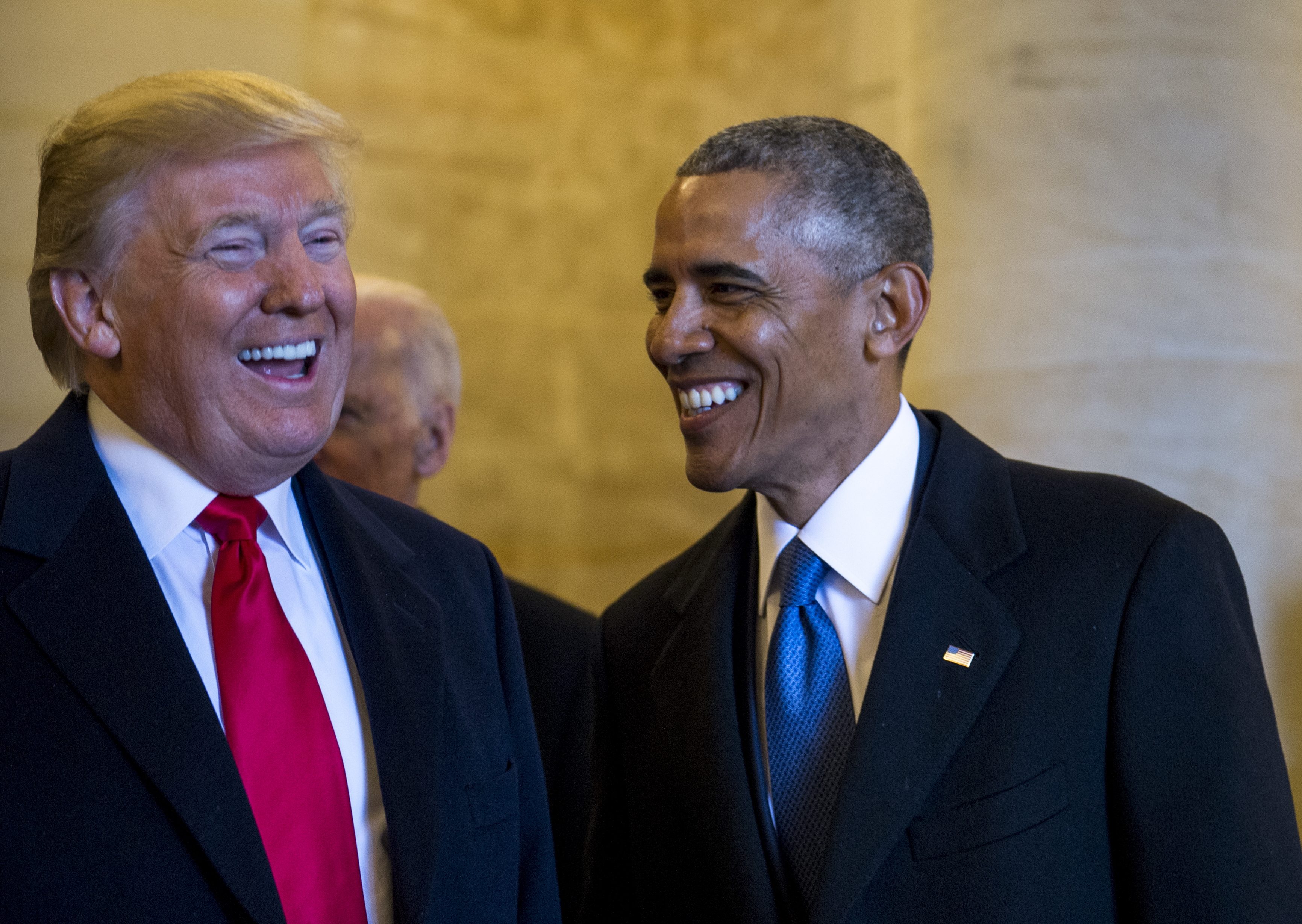
Obama et Donald Trump, le 20 janvier 2017.

En plus du million de dollars de pension et indemnités annuelles accordé par le Former Presidents Act, le couple Obama bénéficie de revenus liés notamment à des conférences, tournées, livres, films et podcasts.
Depuis janvier 2017, le couple Obama séjourne à Washington, D.C. pour que leur fille cadette Sasha puisse terminer ses études de lycée. À cet effet, ils louent pour 22 000 dollars mensuel une luxueuse villa de 760 m2 construite en 1928 et estimée à plus de 5 millions d'euros, comptant pas moins de huit salles de bain, neuf chambres, deux cuisines, une bibliothèque, une salle de sport, une salle de divertissement, une cave à vin , ainsi qu'une grande cour pouvant accueillir jusqu'à dix véhicules.

#### Série de conférences rémunérées
Après son départ de la Maison-Blanche, Barack Obama donne plusieurs conférences pour les acteurs de Wall Street, notamment en août 2017 à la banque privée Northern Trust, de laquelle il reçoit 400 000 dollars ; cela lui attire les critiques du démocrate Bernie Sanders ; quelques semaines plus tard, il reçoit la même somme pour son intervention à une réunion de la banque Cantor Fitzgerald,.

#### Publication d'ouvrages
Deux mois après avoir quitté la Maison-Blanche, Barack et Michelle Obama signent un contrat de plus de 60 millions de dollars pour la parution de deux livres de mémoires (un chacun) avec la maison d'édition Penguin Random House. Ils annoncent cependant qu'ils reverseront une majorité de la somme à des œuvres de charité.
Devenir de Michelle Obama est publié en novembre 2018, Une terre promise de Barack Obama, qui ne couvre que les deux premières années de sa présidence, est édité en novembre 2020, et sont des best-sellers.

#### Fondation Obama
En avril 2017, il donne une conférence à l'université de Chicago en marge d'une discussion sur l'engagement citoyen et rencontre les étudiants. Il veut préparer la prochaine génération de dirigeants.

#### Prises de position
Le 4 mai 2017, à quatre jours du second tour de l'élection présidentielle française de 2017 où deux candidats sont en lice, Barack Obama, après avoir déclaré qu'il ne compte pas s'impliquer personnellement dans des élections non américaines, apporte son soutien au candidat d'En marche, Emmanuel Macron, saluant sa capacité « d'en appeler aux espoirs de la population et non à ses peurs ». L'ancien président des États-Unis souligne que « la réussite de la France importe au monde entier » et conclut son intervention par un « En marche ! », suivi d'un « Vive la France ! ».
Son intervention dans la campagne présidentielle française s'inscrit dans un projet que Barack Obama veut conduire à travers sa fondation : redonner un second souffle aux valeurs progressistes, aux États-Unis et dans le monde, pour résister à la poussée des mouvements populistes. Mais l'équipe de campagne de Macron commet une erreur en traduisant les « liberal values » évoquées par Barack Obama par « valeurs libérales », là où il aurait plutôt fallu lire « valeurs progressistes », le mot « libéral » n'ayant pas du tout le même sens des deux côtés de l'Atlantique.
En mars 2018, il apporte son soutien dans une lettre aux survivants de la fusillade de Parkland qui luttent pour une législation plus dure sur les armes à feu aux États-Unis, lui-même ayant échoué à la réformer à la suite de la tuerie de Sandy Hook fin 2012.

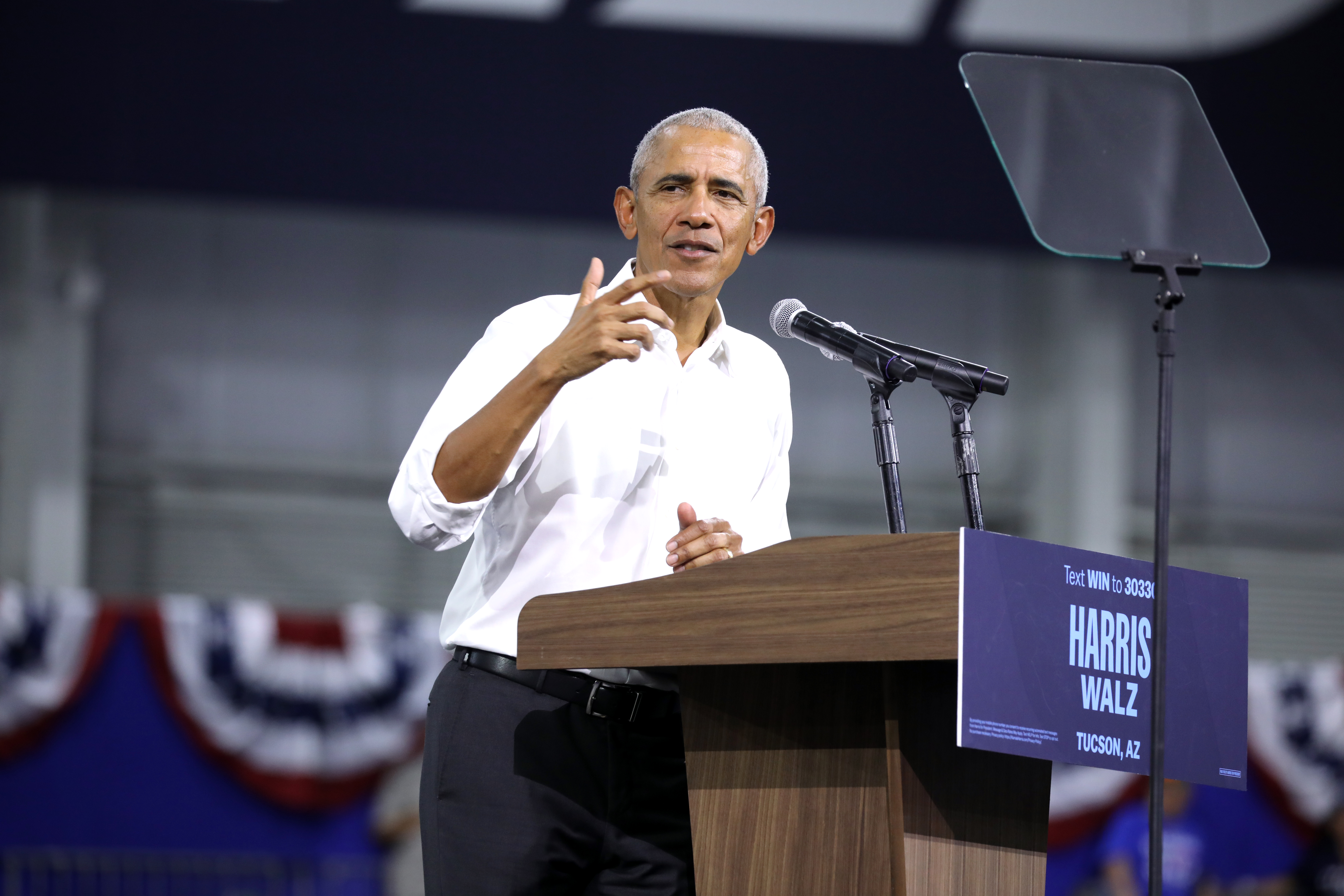
Barack Obama lors d'un meeting de campagne de Kamala Harris en 2024.

En 2020, en même temps qu'il promeut Une terre promise, il s'implique dans la campagne de Joe Biden pour l'élection présidentielle, en critiquant son successeur et ses alliés républicains, notamment sur la gestion de la pandémie de Covid-19 et sur la contestation du résultat électoral,. Il est rare qu'un ancien président critique son successeur. Il constate aussi dans 60 Minutes que l'Amérique est très divisée et que « la vérité ne compte même plus ». Durant la campagne pour l’élection présidentielle de 2024, Barack Obama et son épouse apportent publiquement leur soutien à la candidate démocrate Kamala Harris, et participent à plusieurs de ses meetings de campagne. Le 24 octobre 2024 lors d’un meeting de Harris en Géorgie, il critique ouvertement son prédécesseur à la Maison-Blanche Donald Trump, à nouveau candidat républicain, et compare celui-ci à un « aspirant roi, un aspirant dictateur »,.

#### Production audiovisuelle
Barack et Michelle Obama fondent en mai 2018 la société Higher Ground Productions (en), qui produit pour Netflix des films, des documentaires et des séries télévisées.
En 2023, ils sortent leur premier long métrage sur Netflix, Le Monde après nous (Leave the World Behind), qui a donc été co-produit par Barack et Michelle Obama.

## Ouvrages

### Ouvrages publiés en France
- L'Audace d'espérer : une nouvelle conception de la politique américaine [« The Audacity of Hope: Thoughts on Reclaiming the American Dream »] (trad. de l'anglais), Presse de la cité, 2007 (ISBN 978-2-258-07451-4).
- Les Rêves de mon père [« Dreams from My Father »] (trad. de l'anglais par Danièle Darneau), Presses De La Cité, 2008 (ISBN 978-2-258-07597-9).
- De la race en Amérique (trad. François Clemenceau), Grasset, 2008 (ISBN 978-2-246-74141-1).
- Les Grands Discours : Discours d'investiture “Yes we can”, Points, 2009 (ISBN 978-275-781500-7).
- Le Changement, nous pouvons y croire, Odile Jacob, 2009 (ISBN 978-273-812340-4).
- La Promesse de l'Amérique, Buchet-Chastel, 2009 (ISBN 978-228-302404-1).
- Discours : 20 janvier - 9 octobre 2009, Équateurs, 2009 (ISBN 978-284-990140-3).
- Paroles de paix pour l'humanité, Alphee, 2009 (ISBN 978-275-380-559-0).
- De la race en Amérique : le discours de Philadelphie, Lansman, 2010 (ISBN 978-2872827749).
- Lettre à mes filles [« Of Thee I Sing: A Letter to My Daughters »] (trad. de l'anglais), La Martinière Jeunesse, 2011 (ISBN 978-2-732-44745-2).
- Une terre promise, Paris, Fayard, 2020, 848 p. (ISBN 9782213706122).
- Avec Bruce Springsteen, Born in the USA, Fayard, 2021 (ISBN 978-2-213-72162-0).

### Préface
- Nelson Mandela (préf. Barack Obama), Conversations avec moi-même, Paris, Essai, 2010, 484 p. (ISBN 978-2-7324-4157-3).

### Filmographie
- Histoire d'une victoire, Nacarat, 2009.
- Roxanne Frias et Perrine Dutreil, Barack Obama, l'homme que l'on n'attendait pas, Naive, 2009[F 1].
- Barack Obama : “Yes, We Can”, 2009[F 2].
- Alicia Sams et Amy Rice, Barack Obama, une élection historique (Election of Barack Obama/By the People), Sony Pictures Entertainment, 2010[F 3].
- William Karel, Au cœur de la Maison-Blanche : Barack Obama, 2012[F 4].
- Laurent Jaoui, Obama, l'homme qui voulait changer le monde, 2012[F 5].
- Dans la série télévisée The First Lady (2022), son rôle est interprété par O. T. Fagbenle.
- Il apparait brièvement dans le documentaire Super/Man : L'Histoire de Christopher Reeve (Super/Man: The Christopher Reeve Story) de Ian Bonhôte et Peter Ettedgui sorti en 2024.

1. ↑  « Barack Obama : l'homme que l'on n'attendait pas - Frias, Roxanne », sur www.bibliotheques-clermontmetropole.eu (consulté le 21 mai 2021).
2. ↑  « Yes We Can! The Barack Obama Story - Movie Quotes - Rotten Tomatoes », sur www.rottentomatoes.com (consulté le 21 mai 2021).
3. ↑  (en) « Catalog - The City Library », sur catalog.slcpl.org (consulté le 21 mai 2021).
4. ↑  William Karel, « Au cœur de la maison blanche : Barack Obama », Flach film [éd.], 2012 (consulté le 21 mai 2021).
5. ↑  « Obama, l'homme qui voulait changer le monde sur France3 », sur LExpress.fr, 24 octobre 2012 (consulté le 21 mai 2021).

#### Bases de données
- Ressources relatives à l'audiovisuel :   - Africultures
  - AllMovie
  - Allociné
  - British Film Institute
  - Ciné-Ressources
  - Filmweb.pl
  - France 24
  - IMDb
  - Rotten Tomatoes
- Ressources relatives à la musique :   - AllMusic
  - Discogs
  - MusicBrainz
  - Rate Your Music
  - Rolling Stone
  - Songkick
- Ressources relatives à la vie publique :   - Biographical Directory of the United States Congress
  - C-SPAN
  - Commission électorale fédérale
  - Politifact
- Ressources relatives aux beaux-arts :   - British Museum
  - RKDartists
  - Union List of Artist Names
- Ressources relatives à plusieurs domaines :   - Metacritic
  - Radio France
- Ressources relatives à la recherche :   - Scopus
  - Semantic Scholar
- Ressource relative au spectacle :   - Les Archives du spectacle
- Ressource relative à la bande dessinée :   - Comic Vine
- Ressource relative à la mode :   - Models.com
- Notices dans des dictionnaires ou encyclopédies généralistes :   - BlackPast
  - Britannica
  - Brockhaus
  - Den Store Danske Encyklopædi
  - Deutsche Biographie
  - Enciclopedia italiana
  - Gran Enciclopèdia Catalana
  - Hrvatska Enciklopedija
  - Internetowa encyklopedia PWN
  - Larousse
  - Nationalencyklopedin
  - Munzinger
  - Store norske leksikon
  - Treccani
  - Universalis
  - Visuotinė lietuvių enciklopedija
- Notices d'autorité :   - VIAF
  - ISNI
  - BnF (données)
  - IdRef
  - LCCN
  - GND
  - Italie
  - Japon
  - CiNii
  - Espagne
  - Belgique
  - Pays-Bas
  - Pologne
  - Israël
  - NUKAT
  - Catalogne
  - Suède
  - Canada